# Muzeum Narodowe w Warszawie

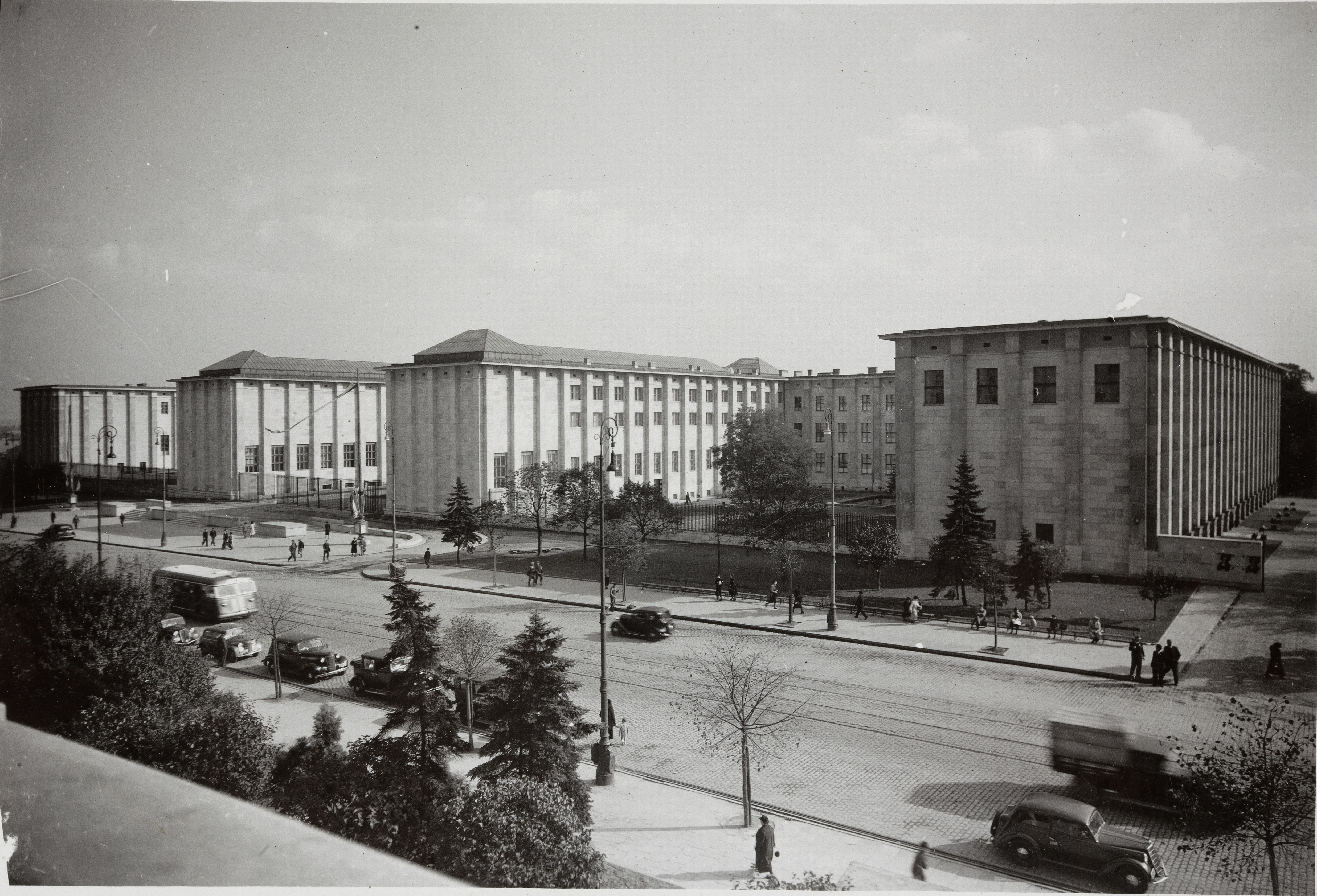
Muzeum Narodowe w Warszawie (1938)

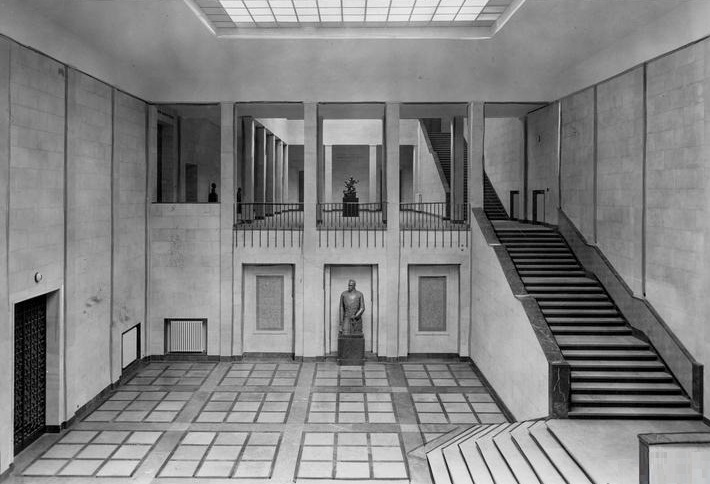
Hall Główny Muzeum Narodowego w Warszawie (1938)

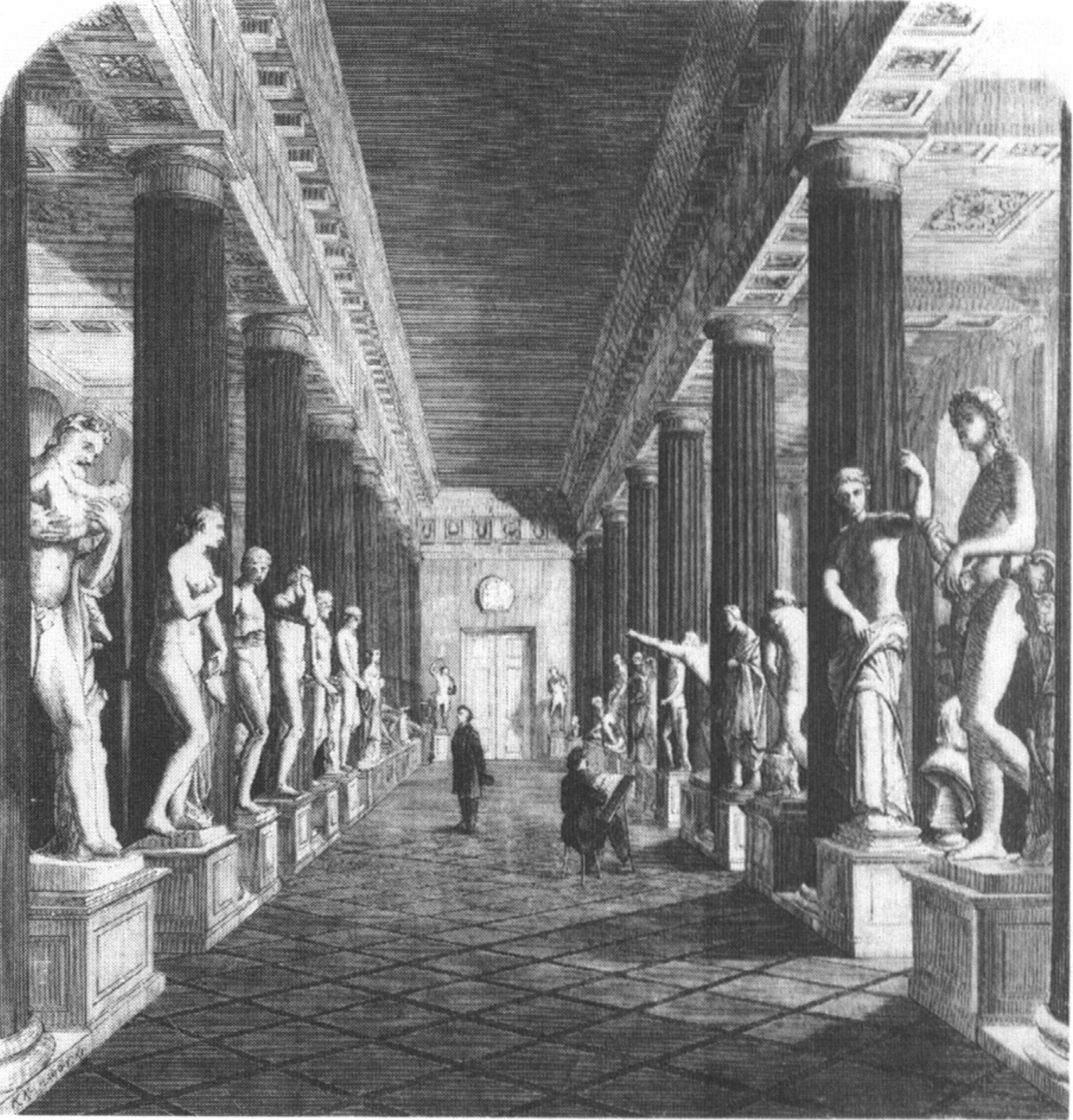
Gabinet Wzorów Gipsowych w Muzeum Sztuk Pięknych, według rysunku Tegazzo

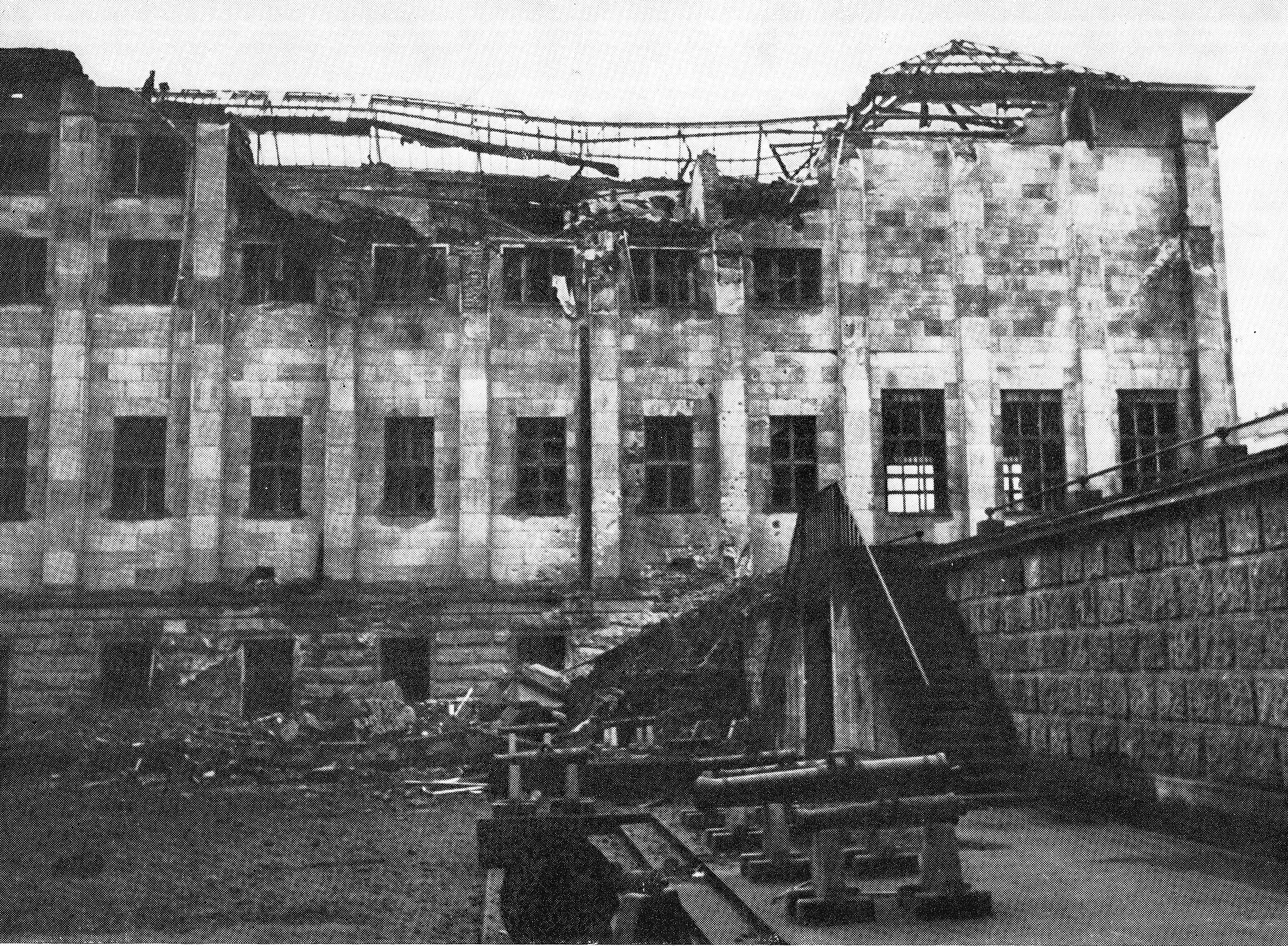
Gmach muzeum uszkodzony podczas obrony Warszawy (1939)

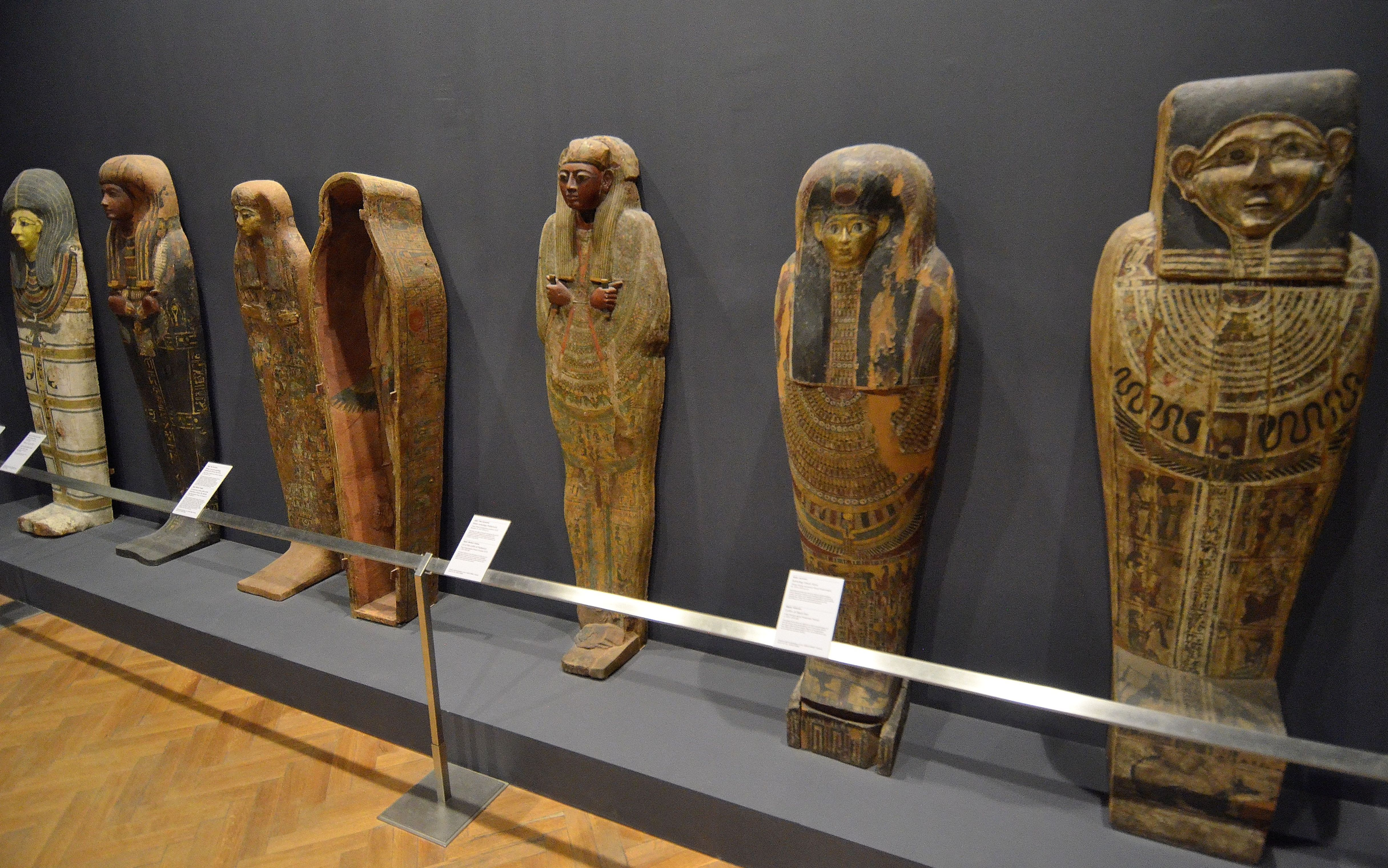
Fragment ekspozycji galerii egipskiej (2014)

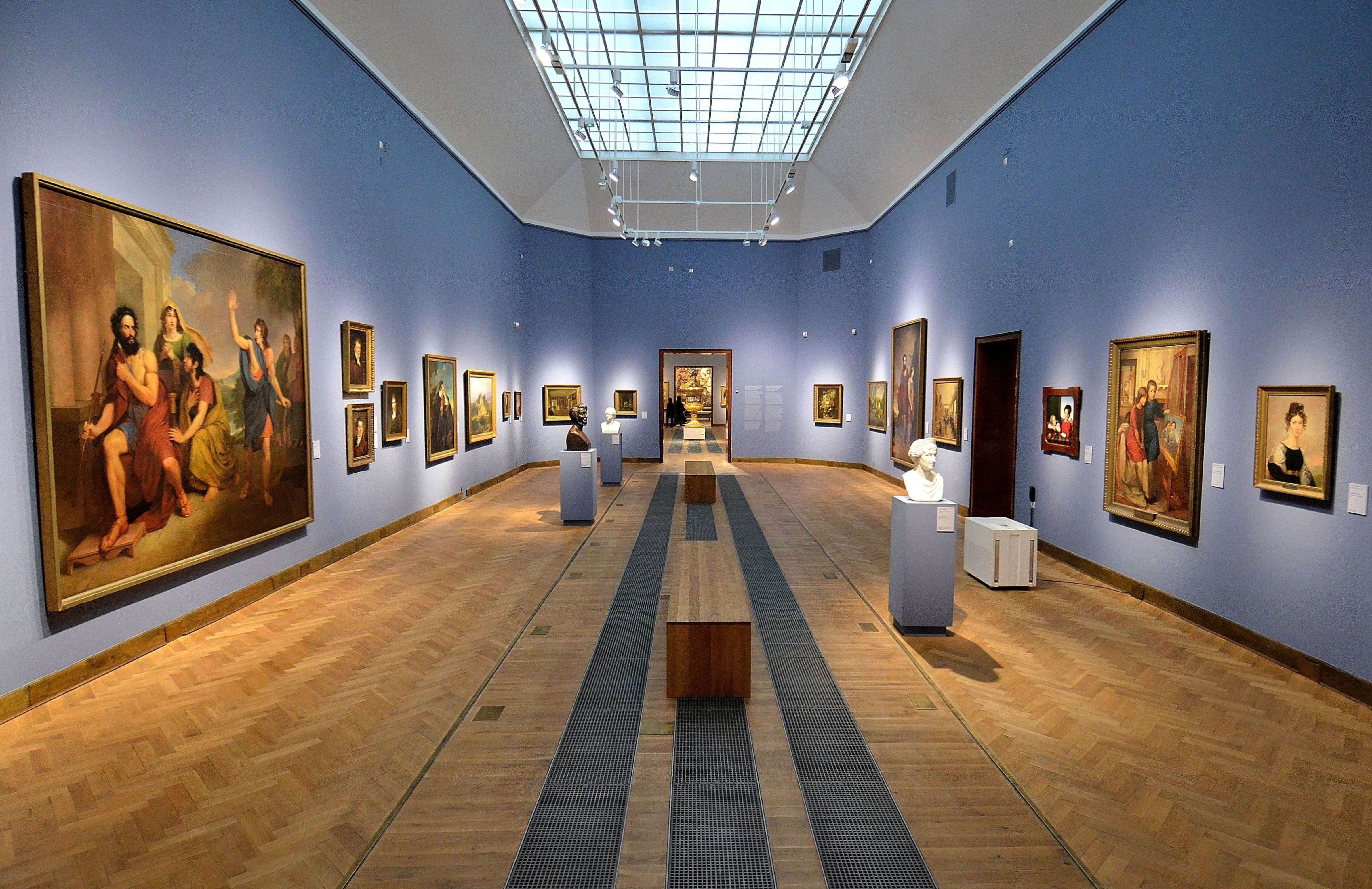
Galeria Sztuki XIX wieku (2012)

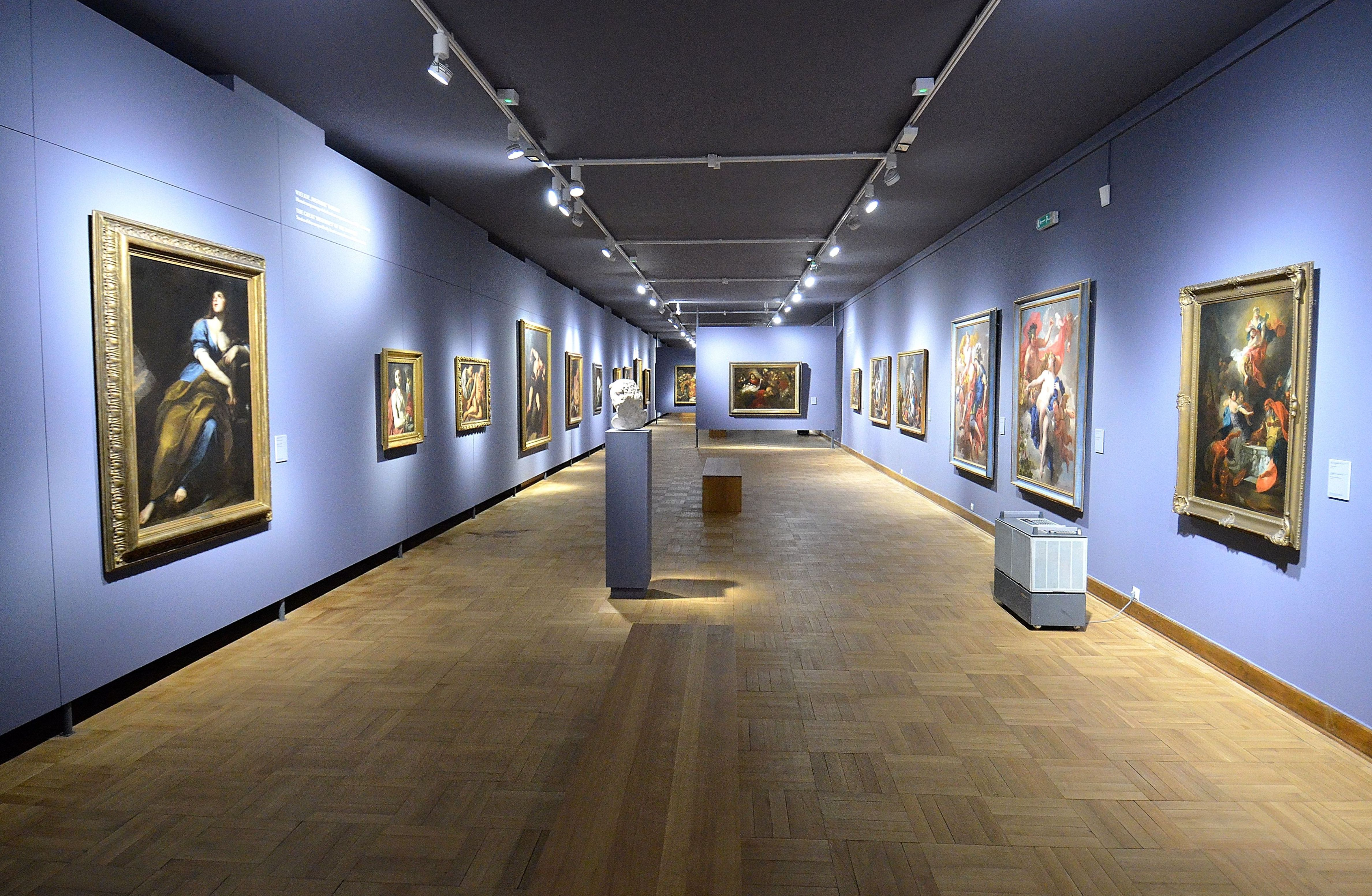
Galeria Dawnego Malarstwa Europejskiego I

Muzeum Narodowe w Warszawie (MNW) – muzeum sztuki w Warszawie, założone w 1862 r. jako Muzeum Sztuk Pięknych w Warszawie, narodowa instytucja kultury; jedno z największych muzeów w Polsce i największe w Warszawie.
Muzeum Narodowe w Warszawie gromadzi zbiory sztuki starożytnej (egipskiej, greckiej, rzymskiej), malarstwa polskiego od XIII wieku, a także galerię malarstwa obcego (włoskie, francuskie, holenderskie, niemieckie i rosyjskie), w tym kilka obrazów z prywatnej kolekcji Adolfa Hitlera, przekazanych muzeum przez władze amerykańskie w powojennych Niemczech, zbiory numizmatyczne i rzemiosła artystycznego.
Od 1916 muzeum było instytucją miejską. Modernistyczny gmach jego siedziby został wzniesiony w latach 1927–1938 według projektu Tadeusza Tołwińskiego i Antoniego Dygata. W latach 1933–2023 skrzydło wschodnie gmachu zajmowało Muzeum Wojska Polskiego w Warszawie.
W wyniku niemieckiej grabieży polskich dóbr kultury w czasie II wojny światowej Muzeum Narodowe w Warszawie utraciło ogromną część zbiorów, m.in. 99% numizmatów, 100% zegarów, 80% wyrobów złotniczych i jubilerskich, 63% tkanin, 60% mebli, 70% opraw, ksiąg i superekslibrisów królewskich.
W 1945 muzeum zostało znacjonalizowane. W 2010 r. jako jedna z pierwszych instytucji państwowych w Europie Środkowo-Wschodniej zorganizowało wystawę w całości poświęconą sztuce homoerotycznej – Ars Homo Erotica.

## Historia
Historia Muzeum Narodowego w Warszawie sięga roku 1862, kiedy to 20 maja uchwalona została ustawa o wychowaniu publicznym w Królestwie Polskim i powołane zostało, obok Szkoły Głównej, Szkoły Sztuk Pięknych i Biblioteki Głównej, Muzeum Sztuk Pięknych. Do 1916 roku mieściło się ono w jednym budynku ze Szkołą Sztuk Pięknych. Podwalinę zbiorów muzeum stanowiły obrazy olejne ze zbioru Szkoły Sztuk Pięknych oraz ryciny Biblioteki Rządowej i Szkoły Sztuk Pięknych. Od tego czasu kolekcja stopniowo się powiększała. W pierwszym okresie swej działalności muzeum posiadało przede wszystkim dzieła malarzy zagranicznych, obrazy polskich artystów przechowywało zaś Towarzystwo Zachęty Sztuk Pięknych w Warszawie. Pierwszym dyrektorem muzeum został Justynian Karnicki; sprawował tę funkcję do roku 1876.
Za czasów drugiego dyrektora, Cypriana Lachnickiego (1876-1906), ranga muzeum znacznie wzrosła. Dzięki polityce Lachnickiego, muzeum przyznane zostało pomieszczenie w Domu Neprosów, gdzie otwarto Galerię Obrazów. Wystawiona na niej część kolekcji muzeum, dzięki temu, że stała się dostępna dla wszystkich, spowodowała powszechne zainteresowanie sprawami instytucji. Muzeum skorzystało na tym dwojako. Po pierwsze, znaleźli się ofiarodawcy, którzy przekazali do niego całe swoje kolekcje: wytworów sztuki zdobniczej, numizmatów, pamiątki po znanych artystach oraz ich spuściznę.
W 1916 roku muzeum przejęło miasto. Nazwa: Muzeum Sztuk Pięknych zastąpiona została nazwą: Muzeum Narodowe, mieszczącą w sobie ideę znacznie donioślejszą od poprzedniej, mianowicie gromadzenie zbiorów zarówno polskich, jak i zagranicznych w sposób planowy. Tym sposobem w niedługim czasie zawartość muzeum znacznie się powiększyła, liczba jego działów wzrosła do dziewiętnastu, a kolekcje obejmowały wszelkie możliwe dziedziny – od sztuki po wojsko.
W 1926 roku powrócono do sprawy związanej z wybudowaniem nowego gmachu Muzeum Narodowego, odsuniętej na dalszy plan wraz z wybuchem I wojny światowej. Postanowiono zagospodarować zakupiony w 1912 od Warszawskiego Konsystorza Prawosławnego za kwotę 1 mln 105 tys. rubli duży plac przy alei 3 Maja. Znajdował się tam Ogród Wahla, będący popularnym miejscem rekreacji, wraz z sadem owocowym.
Gmach zaprojektowali Tadeusz Tołwiński i Antoni Dygat. Kamień węgielny wmurowano 15 czerwca 1927 roku. Budowa trwała z przerwami do 1938 roku z powodu problemów finansowych miasta oraz bankructw wykonawców. Wcześniej jednak w gotowych częściach nowo powstałego muzeum otwierano kolejne działy, w 1932 dając publiczności dostęp do zbiorów Galerii Zdobniczej.
Dyrektorem muzeum w ciągu dwudziestu lat 1916–1936 był Bronisław Gembarzewski – muzeolog i historyk wojskowości (od 1920 – także dyrektor Muzeum Wojska Polskiego). Lata 30. przyniosły zmianę na stanowisku dyrektora muzeum, kiedy to w roku 1936, na 47 lat (do roku 1982 – z przerwą w czasie II wojny światowej), objął je Stanisław Lorentz.
Gmach został uszkodzony w czasie obrony Warszawy we wrześniu 1939. Podczas II wojny światowej część eksponatów uległa zniszczeniu, większość z nich jednak uratowano dzięki wysiłkowi pracowników muzeum, chroniących nie tylko jego zbiory, ale także innych instytucji: wnętrza Zamku Królewskiego czy Łazienek, kolekcje innych instytucji czy osób prywatnych. Walka z okupantem trwała nawet wtedy, gdy Muzeum przemianowano na Museum der Stadt Warschau (powstałe z połączenia Muzeum Narodowego z Muzeum Wojska), a polegała ona na dokumentowaniu wywożonych do Rzeszy zbiorów, by po wojnie móc starać się je odzyskać. Gmach został uszkodzony także w 1944.
W maju 1945 muzeum zostało znacjonalizowane (było własnością miasta). Stanisław Lorentz zaczął prowadzić skuteczne akcje: rewindykacyjną, dzięki której odzyskano nie tylko polskie zbiory, ale także i zbiory poniemieckie, oraz drugą, mającą na celu powiększenie zbiorów muzeum, co w ciągu dziesięciu lat dało owoc czterokrotny w stosunku do stanu liczbowego obiektów muzealnych przed wybuchem wojny.
Na trwałe w historię Muzeum Narodowego wpisali się jego pracownicy, którzy wnieśli duży wkład w rozwój zarówno samej instytucji, jak i polskiej nauki. Należy do nich zwłaszcza prof. Michał Walicki, kurator Galerii Malarstwa Obcego, profesor Uniwersytetu Warszawskiego, znawca malarstwa holenderskiego XVII wieku i polskiego gotyku. W okresie okupacji niemieckiej uczestniczył w konspiracji, zaś po wojnie w czasach represji komunistycznych został aresztowany i więziony w latach 1949–1953. Następnie: prof. Jan Białostocki, będący w latach 1956–1988 kustoszem Galerii Sztuki Obcej, inicjator pomysłu wydawania w 1960 roku kwartalnika Bulletin du Musée National de Varsovie, propagującego zbiory muzeum i badania nad nimi prowadzone. Prof. Stefan Kozakiewicz, potem dr Agnieszka Morawińska i dr Krystyna Sroczyńska, pracownicy Galerii Malarstwa Polskiego, autorzy serii wystaw monograficznych malarzy działających w Polsce pomiędzy XVIII wiekiem a początkiem wieku XX. Najważniejszą postacią jest natomiast prof. Kazimierz Michałowski, który kierował w latach 50. i 60. archeologiczną wyprawą naukową, prowadzoną wraz z Polską Akademią Nauk i Uniwersytetem Warszawskim kolejno: na Krymie, w Egipcie, Sudanie, Syrii i na Cyprze. Najważniejszym, sensacyjnym wręcz, odkryciem było odnalezienie w Faras (Sudan) katedry z nubijskimi freskami, co stało się pretekstem do stworzenia Międzynarodowego Towarzystwa Badań Nubiologicznych, a w samym MNW w 1972 roku – Galerii Sztuki z Faras (połowa odnalezionych fresków została podarowana muzeum, druga ich część została w Sudanie).
Nieustanne powiększanie zbiorów muzeum spowodowało konieczność rozbudowania jego gmachu, co zostało wykonane w latach 1964–1972 na podstawie projektu Karola Golawskiego i Stefana Kozińskiego. W latach 1995–2007 muzeum poddane zostało gruntownym remontom i modernizacji, przeprowadzono reformę organizacyjną. W okresie, kiedy dyrektorem ds. naukowych była Dorota Folga-Januszewska a dyrektorem generalnym – Ferdynand B. Ruszczyc w muzeum zorganizowano kilkadziesiąt wielkich międzynarodowych wystaw, zaś muzeum pokazało swoje zbiory w postaci gościnnych wystaw w Musée d’Orsay i w Luwrze w Paryżu, w Kunsthistorisches Museum w Wiedniu, w Muzeum Sztuk Pięknych Puszkina w Moskwie.
W 1995 roku muzea w Łowiczu i Krośniewicach, Muzeum Pałac w Wilanowie (obecnie Muzeum Pałacu Króla Jana III w Wilanowie) oraz Łazienki Królewskie w Warszawie, wcześniej oddziały Muzeum Narodowego, odłączyły się od niego i zaczęły funkcjonować jako samodzielne jednostki. W roku tym i w następnym przekształceniom uległa znów struktura organizacyjna działów merytorycznych muzeum (17 działów) i zatwierdzona w marcu 1996 roku funkcjonuje tak do dziś.
Wraz z popularyzacją internetu, uruchomiona została strona internetowa Muzeum Narodowego, na której uruchomiono funkcję wirtualnego zwiedzania gmachu MNW. W 2019 roku Instagram MNW otrzymał I nagrodę w 4. Przeglądzie Muzeum Widzialne Narodowego Instytutu Muzealnictwa i Ochrony Zbiorów w kategorii Zarządzanie mediami społecznościowymi.
W 2023 placówka zaczęła przejmować powierzchnię zajmowaną od 1933 roku przez Muzeum Wojska Polskiego w związku z przeniesieniem tego muzeum do jego nowej siedziby w Cytadeli Warszawskiej.
Zgodnie z zaleceniem Ministerstwa Kultury i Dziedzictwa Narodowego w 2024 muzeum odstąpiło od budowy na tyłach gmachu głównego Centrum Konserwatorsko-Magazynowego. W 2025 placówka zakupiła budynek dawnego salonu meblarskiego przy ul. Puławskiej 436 z przeznaczeniem na tzw. magazyn otwarty, w którym zaplanowano udostępnianie zbiorów wzornictwa i mebli.

### Dyrekcja
W lutym 2009 dyrektorem Muzeum Narodowego został prof. Piotr Piotrowski, a od 28 października 2010 funkcję tę sprawowała dr Agnieszka Morawińska. Od 30 listopada 2018 do 2 grudnia 2019 dyrektorem muzeum był prof. Jerzy Miziołek. Piotr Gliński powołał na jego miejsce dra hab. Łukasza Gawła, który pełnił tę funkcję do 2 lutego 2024, kiedy został odwołany przez Bartłomieja Sienkiewicza. Od lutego 2024 p.o. dyrektora jest historyczka sztuki, Agnieszka Rosales Rodríguez.

## Zbiory Sztuki Starożytnej

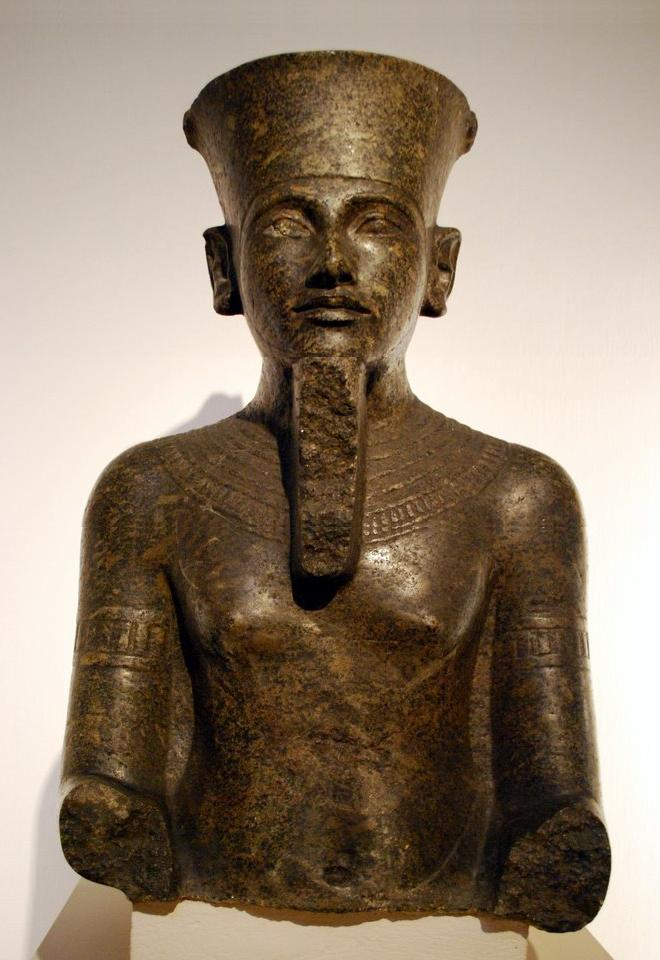
Figura Amona, 18 Dynastia (między 1333 – 1323 p.n.e.)

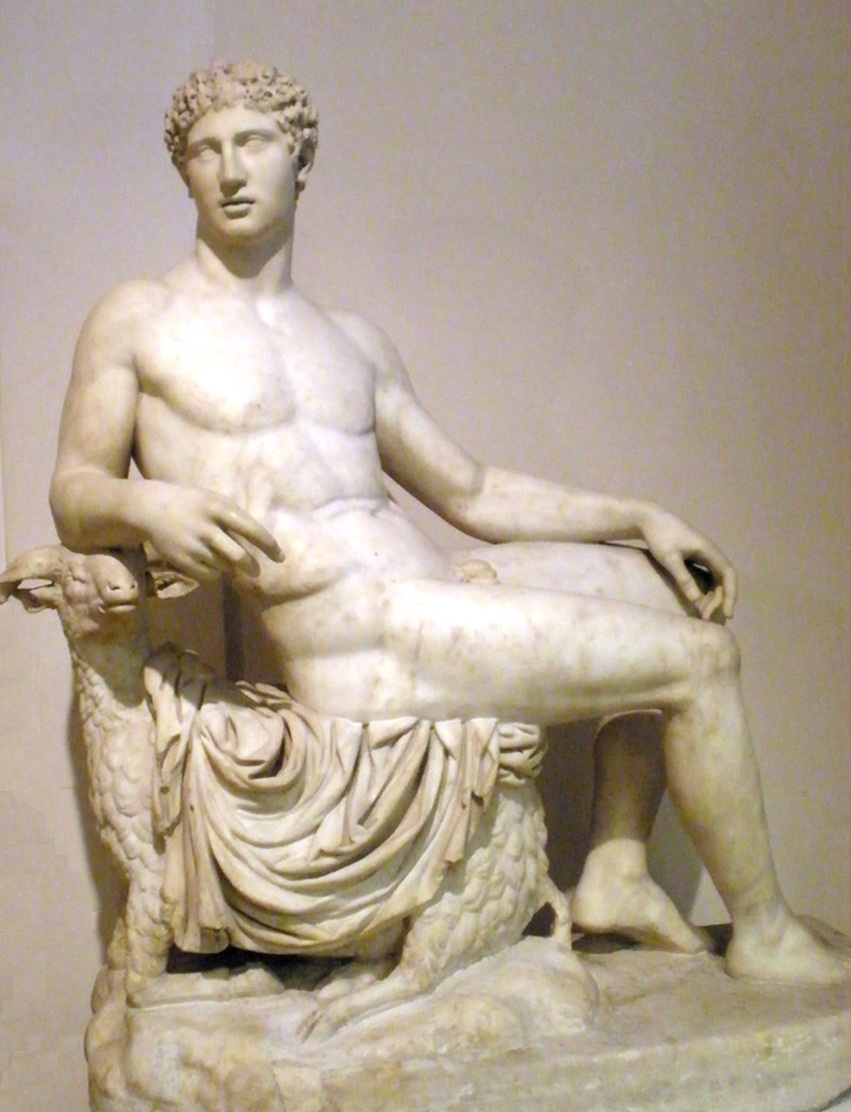
Dionizos siedzący na koźle, okres hellenistyczny, II wiek p.n.e

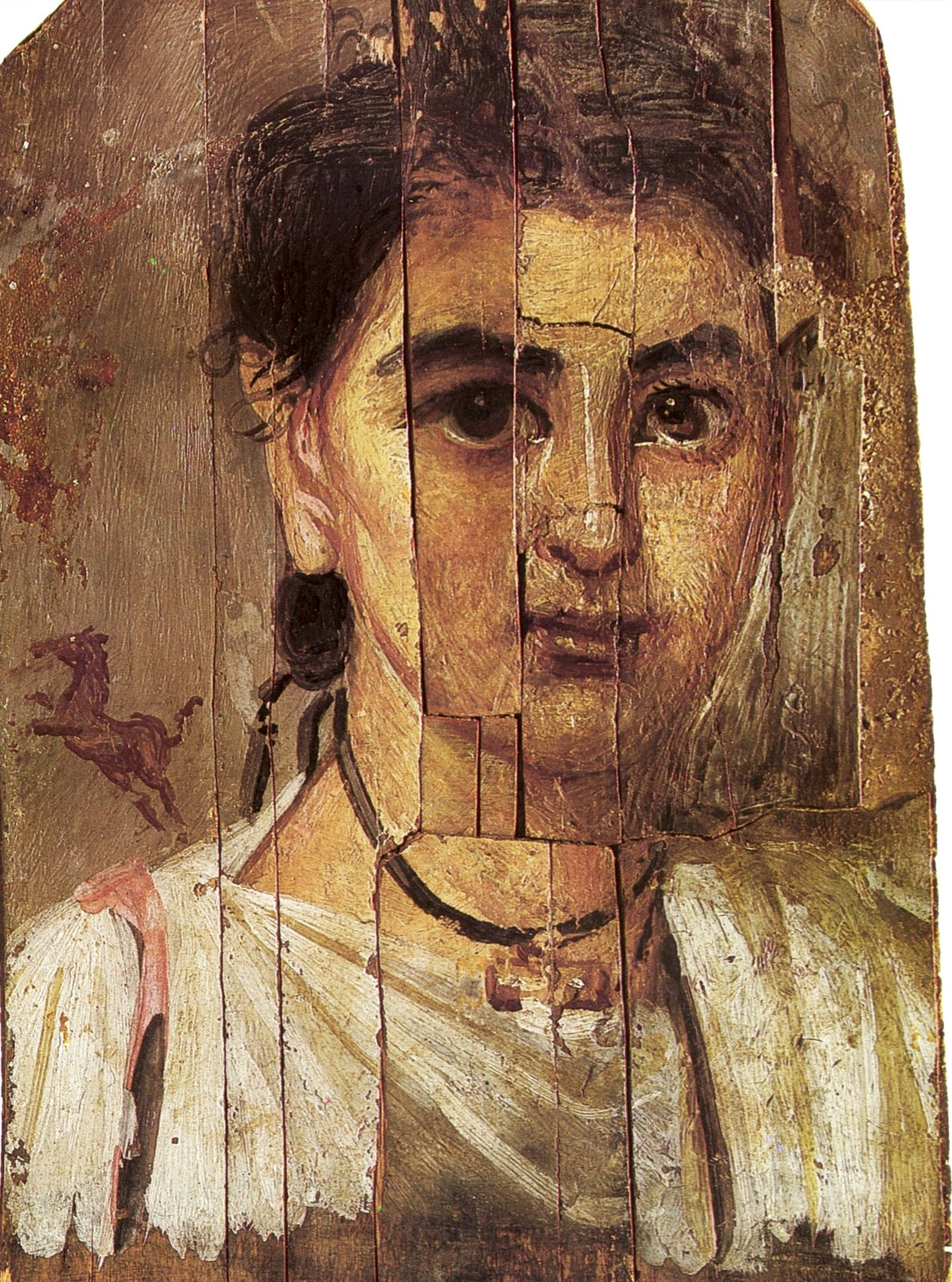
Portret chłopca z Fajum, autor nieznany, II w.

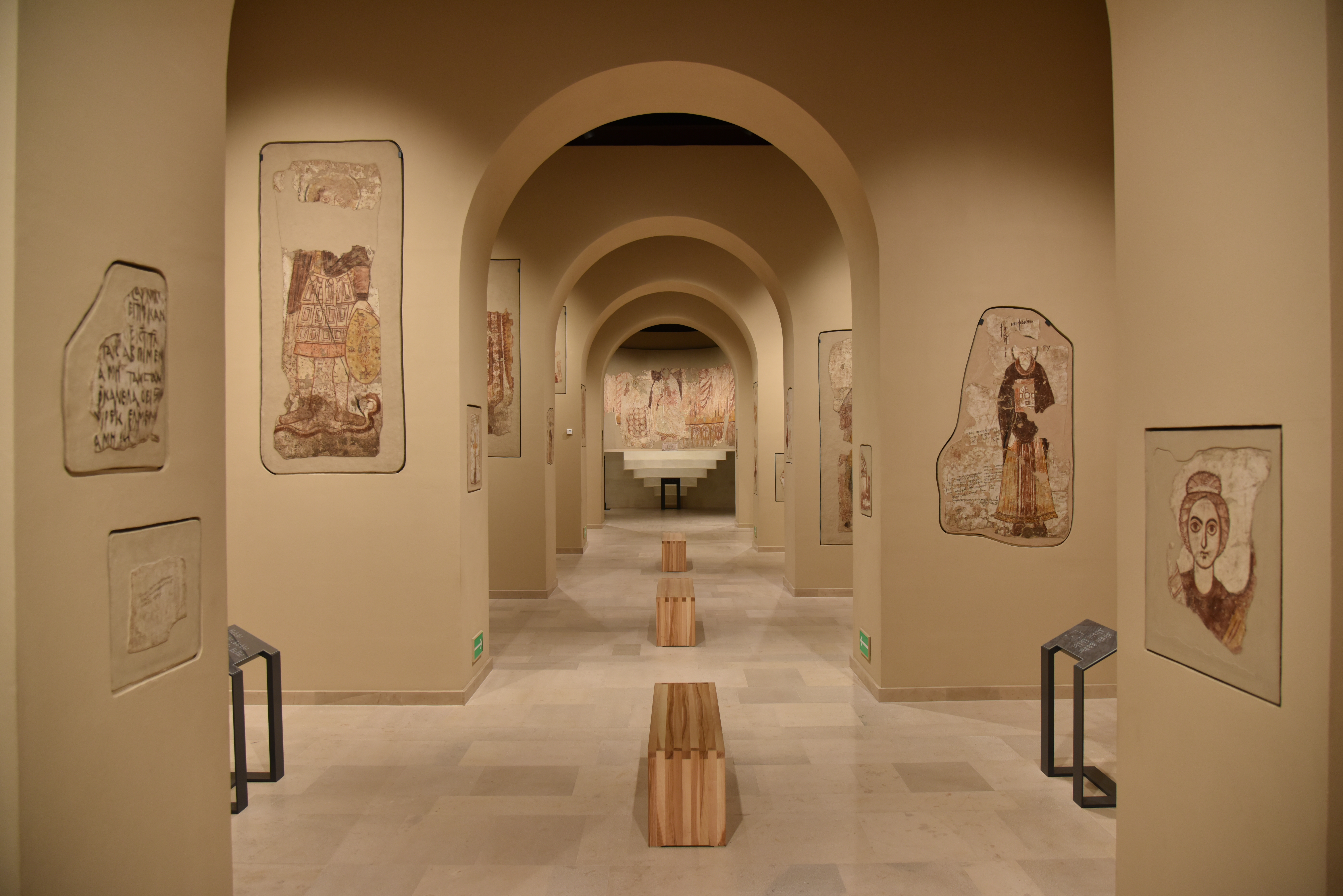
Malowidła z katedry w Faras na wystawie, widok w kierunku absydy

Utworzone w 1938 roku. Ich podstawę stanowił depozyt Uniwersytetu im. J. Piłsudskiego w Warszawie, który obejmował wiele zabytków egipskich odkrytych przez badaczy w Edfu pod kierownictwem K. Michałowskiego. Po zakończeniu II wojny światowej Związek Muzeów Polskich uchwalił w 1946 roku na zjeździe w Nieborowie, że warszawskie Muzeum Narodowe ma stać się punktem centralnym dla zbiorów zabytków sztuki starożytnej.
Zbiory Sztuki Starożytnej obejmują kolekcje: Antyku (Starożytna Grecja, Starożytny Rzym, Etruria), Wschodu (Mezopotamia, Iran, Syria, Palestyna) i Starożytnego Egiptu.
Ważniejsze zabytki:
- „Księga Umarłych Piastunki Kai” – papirus; Egipt, 2 połowa XIV wieku p.n.e.,
- posągi egipskie (np. posąg bogini Sechmet),
- zbiór greckich i łacińskich inskrypcji,
- dokumenty zapisane pismem klinowym,
- mezopotamskie pieczęcie cylindryczne.

W latach 2008–2014 Muzeum Narodowe w Warszawie prowadziło badania archeologiczne w Tyritake. Prace misji zawieszono w 2014 roku po aneksji Krymu przez Rosję. W latach 2016–2018 MNW prowadziło badania w Olbii.

### Ekspozycja sztuki egipskiej
Galeria egipska – ekspozycja wchodząca w skład Zbiorów Sztuki Starożytnej.
Prezentuje zabytki ze wszystkich okresów historii cywilizacji egipskiej.
Twórcą galerii był profesor Kazimierz Michałowski. Kierował wykopaliskami w Edfu, Tell Atrib i Faras, w których czasie wydobyto sporą grupę wystawionych obecnie zabytków. Część pochodzi z XIX i XX-wiecznych zbiorów kolekcjonerów polskich: Czartoryskich w Gołuchowie i Michała Tyszkiewicza (będący jego własnością papirus Księgi umarłych Ba-Kai trafił do MN z Luwru).
Z wykopalisk prof. Michałowskiego w Edfu przywieziono stele grobowe VI dynastii z odkrytych mastab dostojników, ślepe wrota z mastaby nomarchy imieniem Izi oraz bogaty zbiór ceramiki (wśród nich cenne naczynia alabastrowe). Nowe obiekty wystawione w czerwcu 1937 roku, cieszyły się ogromnym zainteresowaniem społeczeństwa.
Francuski Instytut Archeologii Wschodu odstąpił obiekty pochodzące z wykopalisk Bernarda Bruyere’a prowadzonych w 1934 roku, za wsparcie jakiego udzielił Francuzom Kazimierz Michałowski.
W sierpniu 1939 roku do magazynów muzealnych trafiły ostatnie skrzynie zabytków z wykopalisk w Edfu. Nie zostały one nawet rozpakowane, ponieważ po wybuchu II wojny światowej Niemcy przygotowali je do wywiezienia z Polski. Po wojnie muzeum większość odzyskało, jednak prawie całkowitemu zniszczeniu uległa kolekcja ceramiki VI dynastii z Edfu. W 1949 roku, po okresie liczenia strat, inwentaryzacji ocalałych i oddanych przez Niemców zabytków, ponownie otwarto Dział Sztuki Starożytnej.
Kolejny zbiór pochodził z wykopalisk prof. Michałowskiego w Tell Atrib rozpoczętych w 1957 roku: depozyt fundacyjny faraona Amazisa, stela Anch-ren z Epoki Późnej, fragmenty reliefów saickich i ptolemejskich oraz liczne monety, stemple na amforach i duży zespół ceramiki i terakot.
Galeria egipska podzielona jest na dwa poziomy sal: dolne piętro prezentuje zabytki związane ze zwyczajami grobowymi, na górnym z kolei wystawiono dzieła plastyki i rzemiosła artystycznego (związane ze sprawami życia codziennego, w tym kultu religijnego).
Po obu stronach schodów, prowadzących na górne piętro sali, mieszczą się: posąg Horusa z Edfu jako sokoła i Tota w postaci pawiana. Naprzeciwko, pośrodku sali pod ścianą, góruje sjenitowa rzeźba Amona-Re z twarzą wzorowaną na obliczu faraona Tutanchamona, będąca depozytem Muzeum Luwru. Obok wystawiono drobną plastykę, w tym zespół statuetek konkubin, a także niewielkie figurki bóstw i świętych zwierząt wraz z triadami – tebańską i memficką. Pod oknem obejrzeć można mumię barana a obok wotywnych statuetek mumie kota i krokodyla.
Po lewej stronie od wejścia znajduje się gablota z uporządkowanymi chronologicznie naczyniami. Wśród nich jedno ma wyryte na brzuścu imię faraona Merenre, inne Wenisa (V dynastia). Na uwagę zasługuje także tzw. bastet wraz z pokrywką naznaczoną kartuszem Teti, znaleziony w komorze grobowej mastaby dostojnika Pepi-Nefer (z czasów VI dynastii). W lewej części sali znajdują się ponadto: reliefy z imionami Totmesa III i Ramzesa II (część płaskorzeźby z tym ostatnim w scenie składania ofiary), doskonale zachowany łuk ze strzałami i ozdobny sztylet okładany hebanem i kością słoniową.
Charakterystycznym dla sztuki egipskiej eksponatem jest sfinks Totmesa III z czasów, gdy w jego imieniu władzę sprawowała Hatszepsut.
Ważny zbiór eksponuje gablota po prawej stronie sali, która zawiera przegląd różnych rodzajów pisma, od hieroglifów do greki (na drewnie, kamieniu, papirusach, ostrakonach i fajansowych płytkach). Nad tymi eksponatami symbolicznie sprawuje pieczę umieszczona obok figurka Imhotepa.
Wspomniane zabytki piśmiennictwa sąsiadują z zespołem biżuterii (ze złota, fajansu, szkła, muszli i kamieni półszlachetnych), a także z amuletami i innymi drobnymi przedmiotami.
Obok znajdują się wytwory najpóźniejszego okresu sztuki egipskiej: reliefy i dekoracje architektoniczne z czasów ptolemejskich i rzymskich (w tym naos, kapitel kolumny i gzyms z Faras).
Z boku, pod oknem, obejrzeć można prawdziwą osobliwość i unikat z II w. n.e. – portret chłopca (należący do słynnych portretów fajumskich) namalowany temperą na desce w technice enkaustycznej.

### Zbiory Sztuki Wschodniochrześcijańskiej. Galeria Faras im. Profesora Kazimierza Michałowskiego
Otwarta w 1972 roku Galeria Faras stanowi największą wystawę zabytków kultury nubijskiej w Europie. Większość przedmiotów pochodzi z wyprawy archeologicznej kierowanej przez K. Michałowskiego, a prowadzonej w Faras, gdzie została znaleziona przez badaczy średniowieczna katedra chrześcijańska ozdobiona wielobarwnymi malowidłami, będącymi przykładem malarstwa nubijskiego.
Ważniejsze zabytki:
- malowidła z katedry w Faras, m.in. wizerunki świętej Anny, apostołów Piotra i Jana, biskupa Marianosa i biskupa Petrosa,
- zabytki etiopskie (m.in. krzyże procesyjne i środkowa część tryptyku pochodzącego z XVII wieku, przedstawiająca Matkę Boską z Dzieciątkiem – wzorowana na ikonie z bazyliki Santa Maria Maggiore),
- zabytki koptyjskie z wieków IV–XI.

## Zbiory Sztuki Średniowiecznej

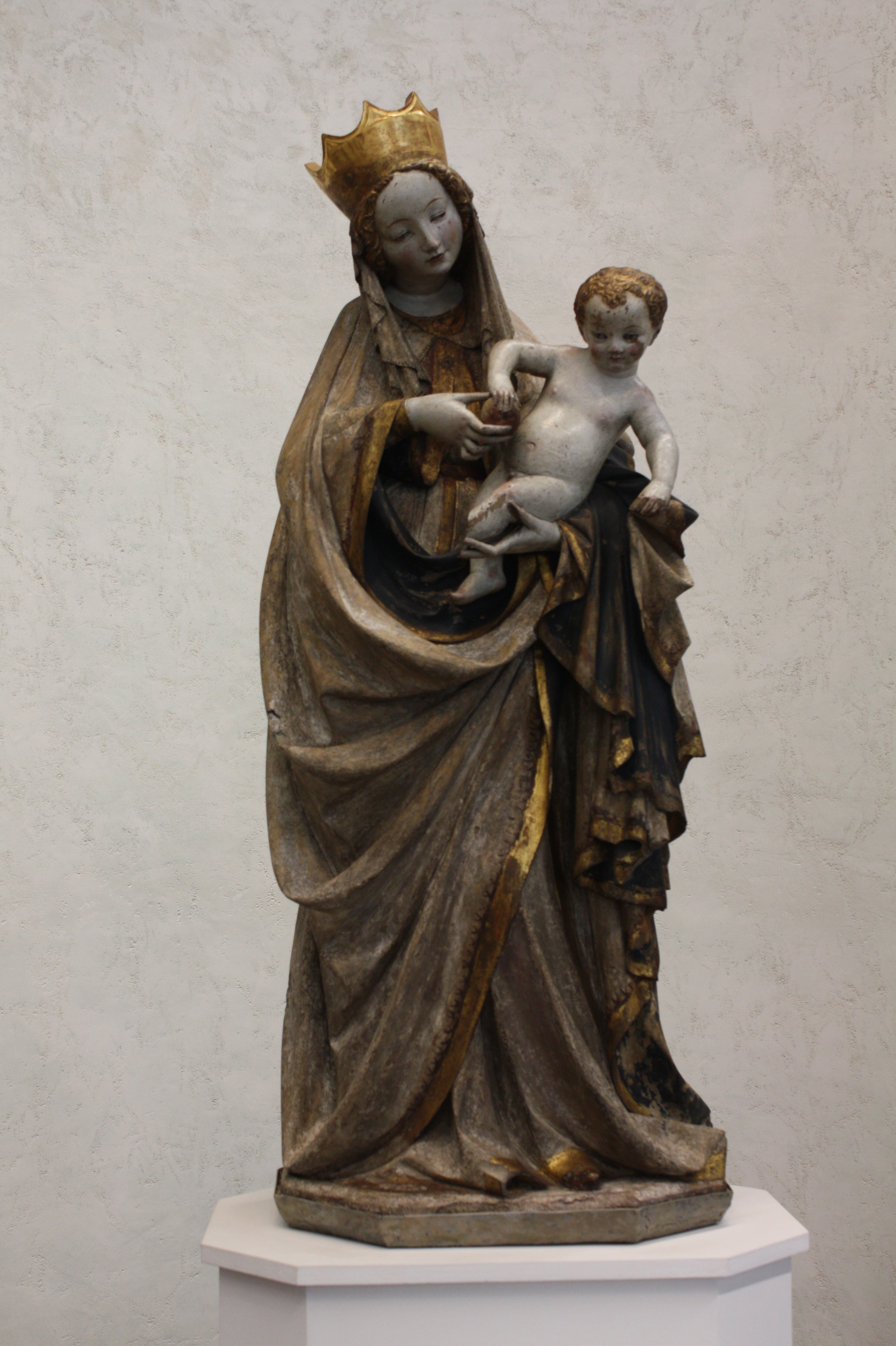
Piękna Madonna z Wrocławia, ok. 1390

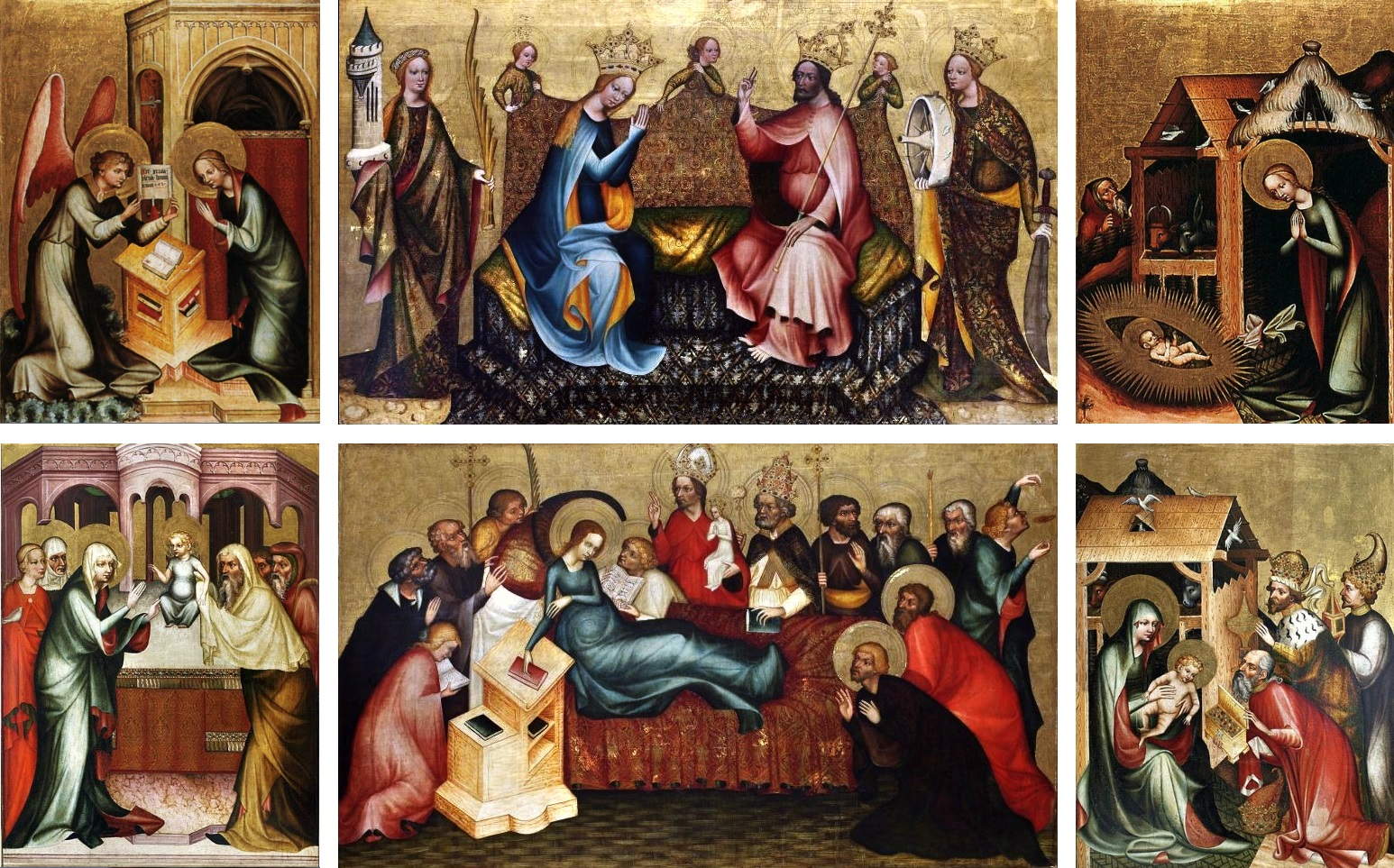
Poliptyk Grudziądzki, przed 1400

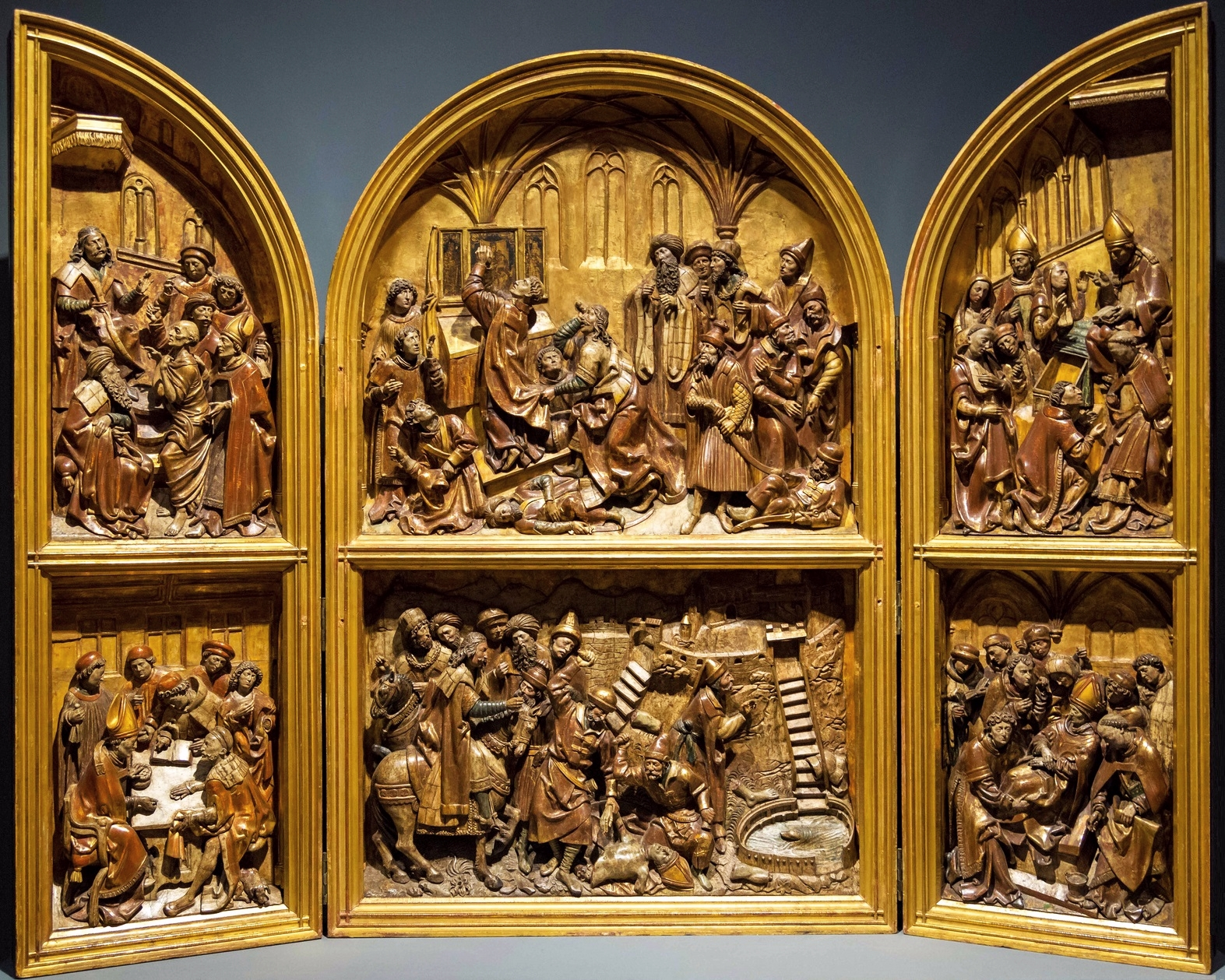
Późnogotycki Tryptyk z Pławna, ok. 1520

Zbiory sztuki średniowiecznej znajdują się Galerii im. ks. Kardynała Stefana Wyszyńskiego, prymasa Polski, która została stworzona w 1972 roku przez Tadeusza Dobrzenieckiego. Znajdują się w niej malowidła i rzeźby pochodzące z przedziału: od V do początku XVI wieku. Większość eksponatów reprezentuje stylowo gotyk. Są to głównie dzieła rzeźby i malarstwa tablicowego, z których większość pochodzi z kościołów, które przed ostatnią wojną były świątyniami protestanckimi (głównie Śląsk i Pomorze) i muzeów poniemieckich miast. Najstarszymi dziełami są wyroby metaloplastyki, biżuteria z V wieku. Grupę dzieł romańskich reprezentują kamienne rzeźby i drewniana Madonna z Ołoboku – późnoromańska rzeźba kultowa ukazująca Marię z Dzieciątkiem w typie Sedes Sapientiae, datowana na II połowę XII wieku. Przykładami wczesnego gotyku są śląskie dzieła związane z nurtem mistycznym – widlasty krucyfiks z kościoła Bożego Ciała we Wrocławiu, Pietà z Lubiąża oraz kwadryptyk z klasztoru Klarysek we Wrocławiu, z malowanymi scenami z życia Chrystusa i sceną adoracji Świętego Oblicza przez świętych Franciszka i Klary. Przykładem sięgającej późnego antyku tradycji kultu wizerunku Chrystusa jest Veraikon z kościoła Świętej Marii Magdaleny we Wrocławiu. Cennym przykładem gotyku z II połowy XIV wieku jest monumentalny Poliptyk Zwiastowania z Jednorożcem z wrocławskiego kościoła Świętej Elżbiety. Z tejże świątyni pochodzi również tzw. Pasja z kaplicy Krappów – monumentalny zespół reliefów i pełnoplastycznycyh figur tworzące sceny od Ostatniej Wieczerzy po Niesienie Krzyża. Przykładami stylu pięknego występującego w Europie Środkowej są Piękna Madonna z Wrocławia, figura św. Katarzyny oraz malowany Poliptyk Grudziądzki. Wątki hagiograficzne obrazuje m.in. cykl malowideł z Legendą świętej Jadwigi, dawne retabulum ołtarzowe z kościoła Bernardynów we Wrocławiu. Przykładami recepcji sztuki niderlandzkiej są Ołtarz Świętej Barbary pędzla Wilhelma z Akwizgranu i Mistrza Marcina, Święty Łukasz malujący wizerunek Marii – pochodzący z wrocławskiego kościoła Świętej Marii Magdaleny korpus retabulum ołtarza cechu malarzy dłuta Jakoba Beinharta oraz Ołtarz Jerozolimski z kościoła NMP w Gdańsku z ukazanymi symultanicznie wątkami chrystologicznymi. Sztukę Pomorza Gdańskiego XV wieku reprezentują m.in. Dyptyk Winterfeldów, oraz wykonane w Niderlandach retabulum ołtarza kościoła parafialnego w Pruszczu Gdańskim. Cennym dziełem jest również retabulum ołtarzowe ze zburzonej w XIX wieku katedry Mariackiej w Hamburgu z malowidłami pędzla Absolona Stummego. Przykładem sztuki na Spiszu jest Pokłon Trzech Króli wyrzeźbiony około 1500 roku. Malarstwo małopolskie egzemplifikuje m.in. Pietà z Tubądzina. Galerię zamyka prezentacja dzieł przełomu gotyku i renesansu, m.in. Tryptyk z Pławna wykonany w Krakowie, pokazujący sceny z życia i męczeństwa św. Stanisława oraz obraz Sacra Conversazione gdzie Marii z Dzieciątkiem towarzyszą święte męczennice Felicyta i Perpetua.

### Zbiory Sztuki Orientalnej
Jako osobny dział Zbiory powstały w 1971 roku pod nazwą Działu Sztuki Krajów Azji. Sama kolekcja, stopniowo uzupełniana, znajduje się w muzeum od początku jego powstania. Obecnie liczy ona ponad 7000 eksponatów i jest tym samym drugim co do wielkości zbiorem obiektów sztuki Orientu w Polsce (największy zbiór znajduje się w Muzeum Narodowym w Krakowie).
Ważniejsze zabytki:
- sztuka chińska, m.in. porcelana z okresu dynastii Ming i Qing, ceramika zdobiona błękitem kobaltowym z okresu dynastii Yuan i Ming, obrazy pochodzące z przedziału XIV–XVII w., drzeworyty XX-wieczne,
- sztuka japońska, m.in. ceramika, np. porcelana imari (XVIII w.), naczynia fajansowe (XIX w.); drzeworyt ukiyo-e (XVIII–XIX), malarstwo, miecze samurajskie,
- sztuka muzułmańska, m.in. ceramika arabska (VIII-XII w.), perska (XII-XIII w.), turecka (XVI–XVII w.); zbiór szkła (VIII-X w.), zbiór perskich i tureckich tkanin, zbiory rękopisów, metalu, kamienia, skóry, drewna,
- sztuka indyjska i lamajska, m.in. rzeźby z brązu (XVIII–XIX w.), indyjskie rękopisy pisane na deszczułkach bambusowych,
- niewielkie zbiory sztuki wietnamskiej, koreańskiej i mongolskiej.

## Zbiory Sztuki Polskiej do 1914. Galeria Sztuki XIX Wieku

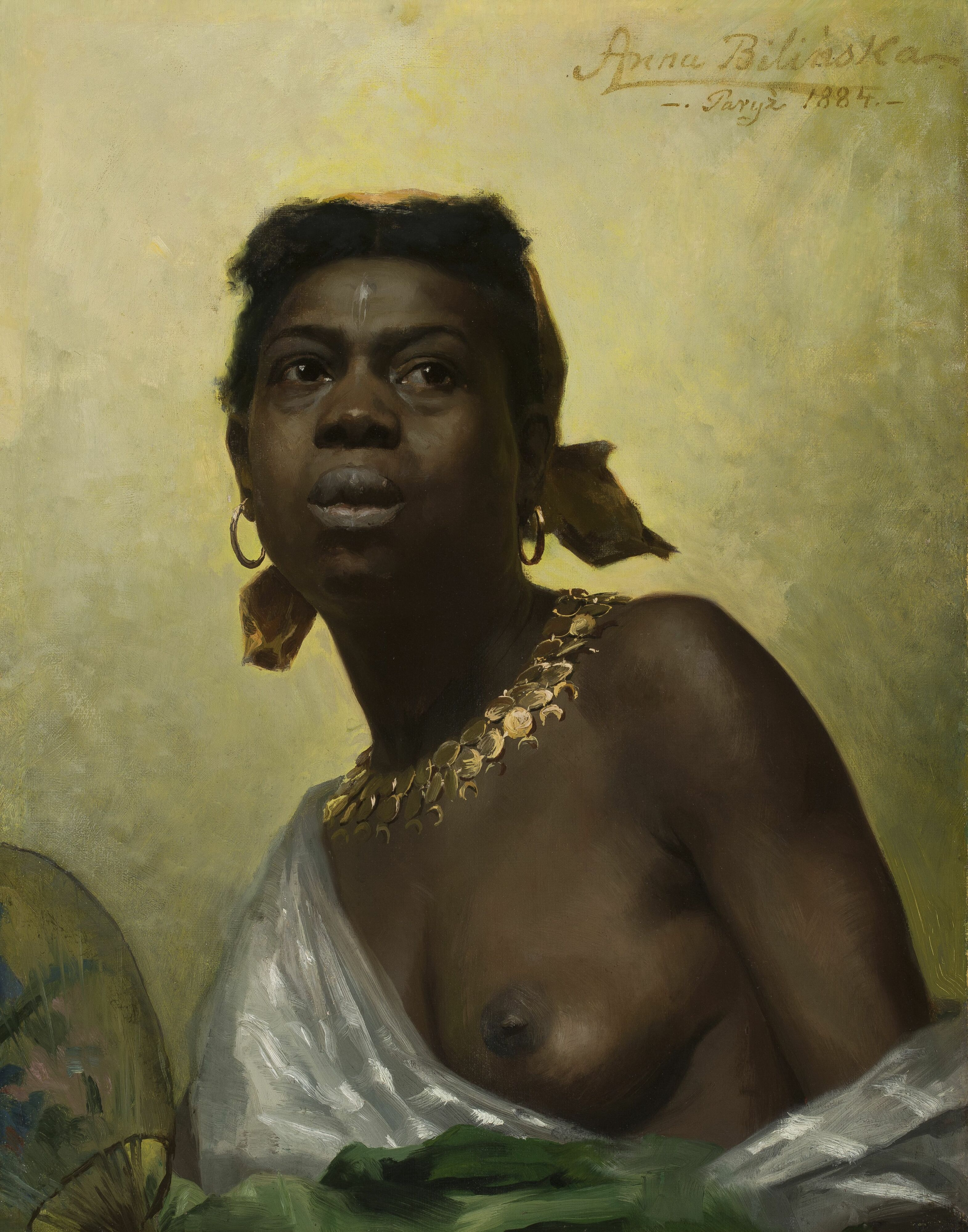
Anna Bilińska-Bohdanowiczowa, Murzynka

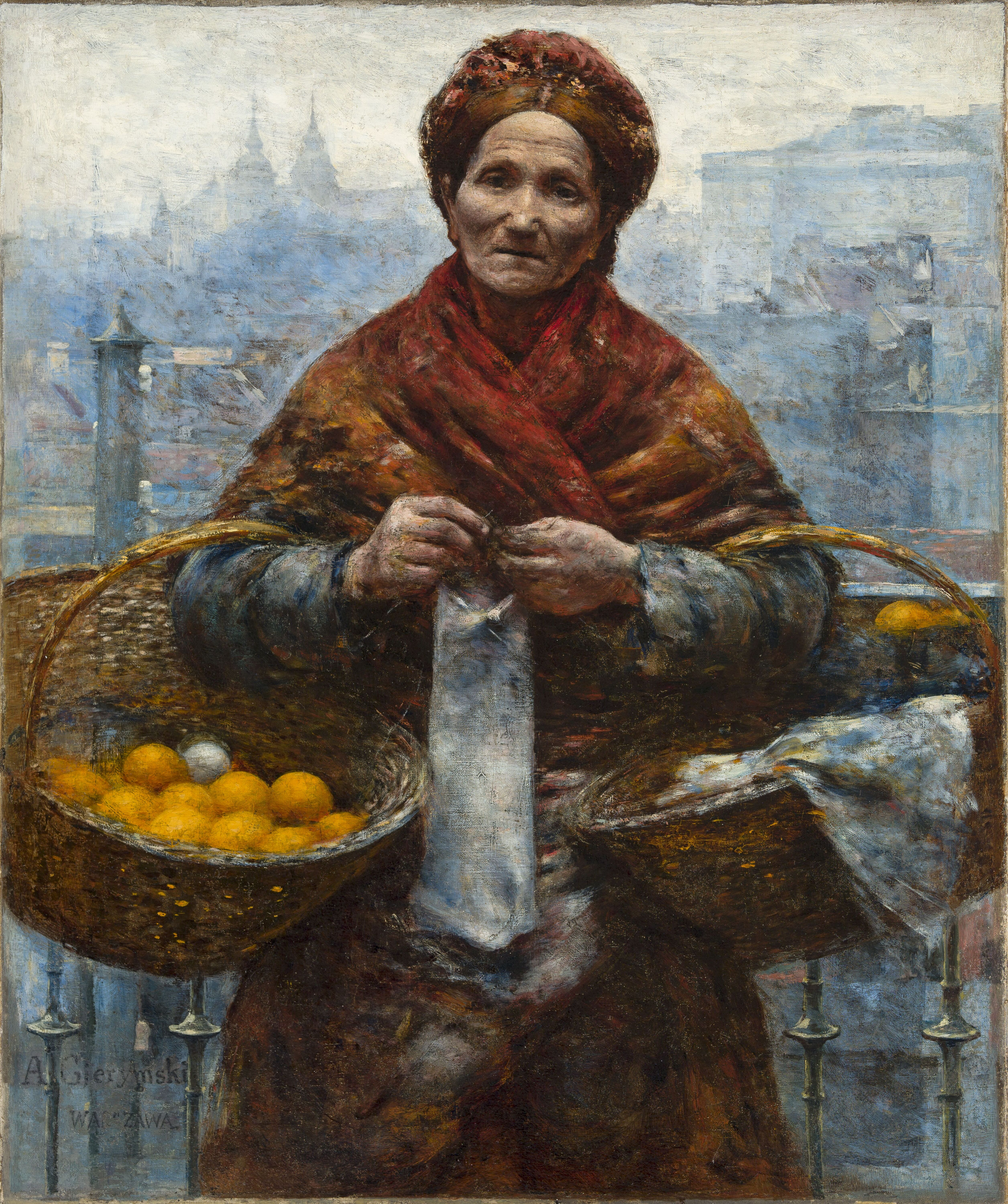
Aleksander Gierymski, Żydówka z pomarańczami, 1880–1881

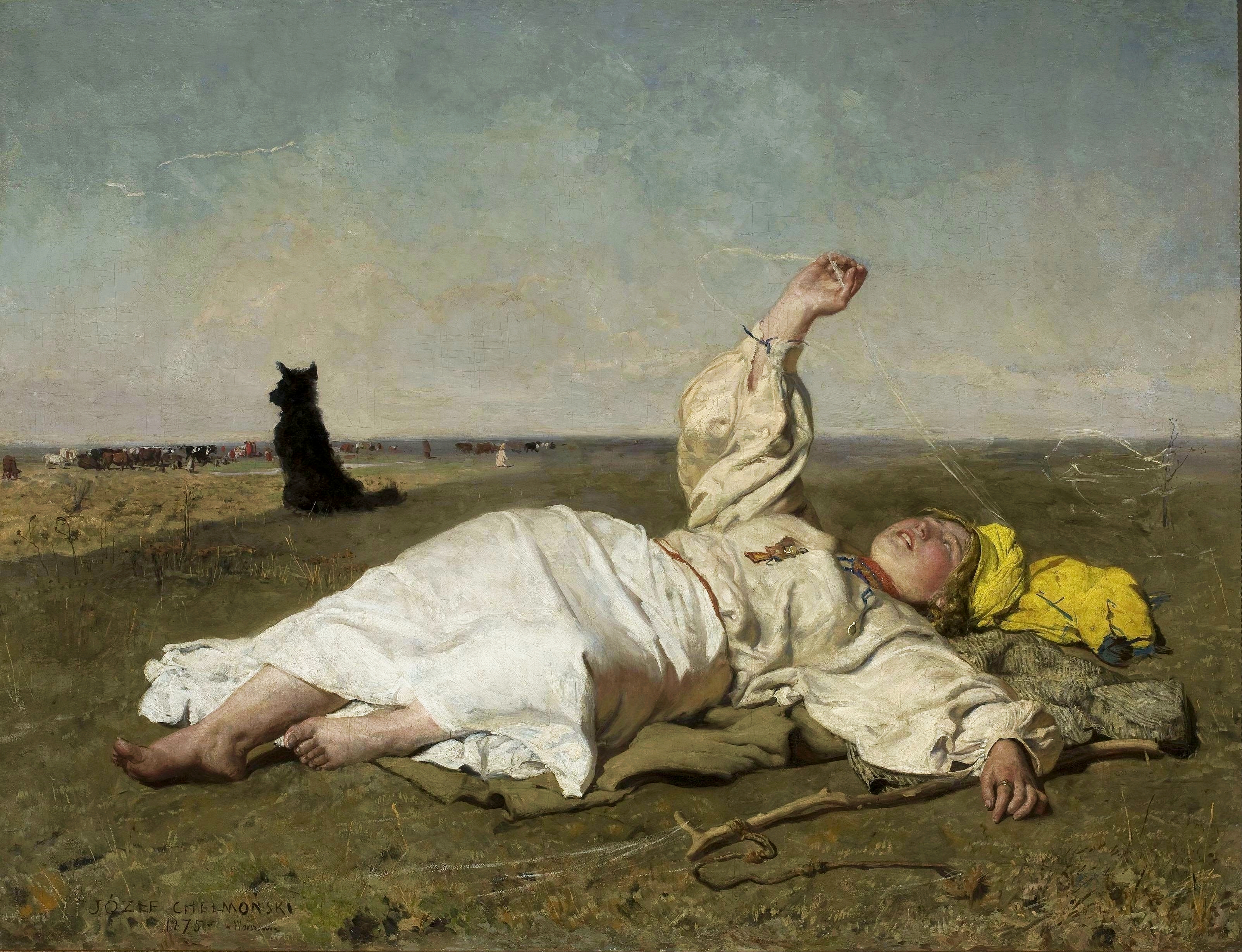
Józef Chełmoński, Babie lato, 1875

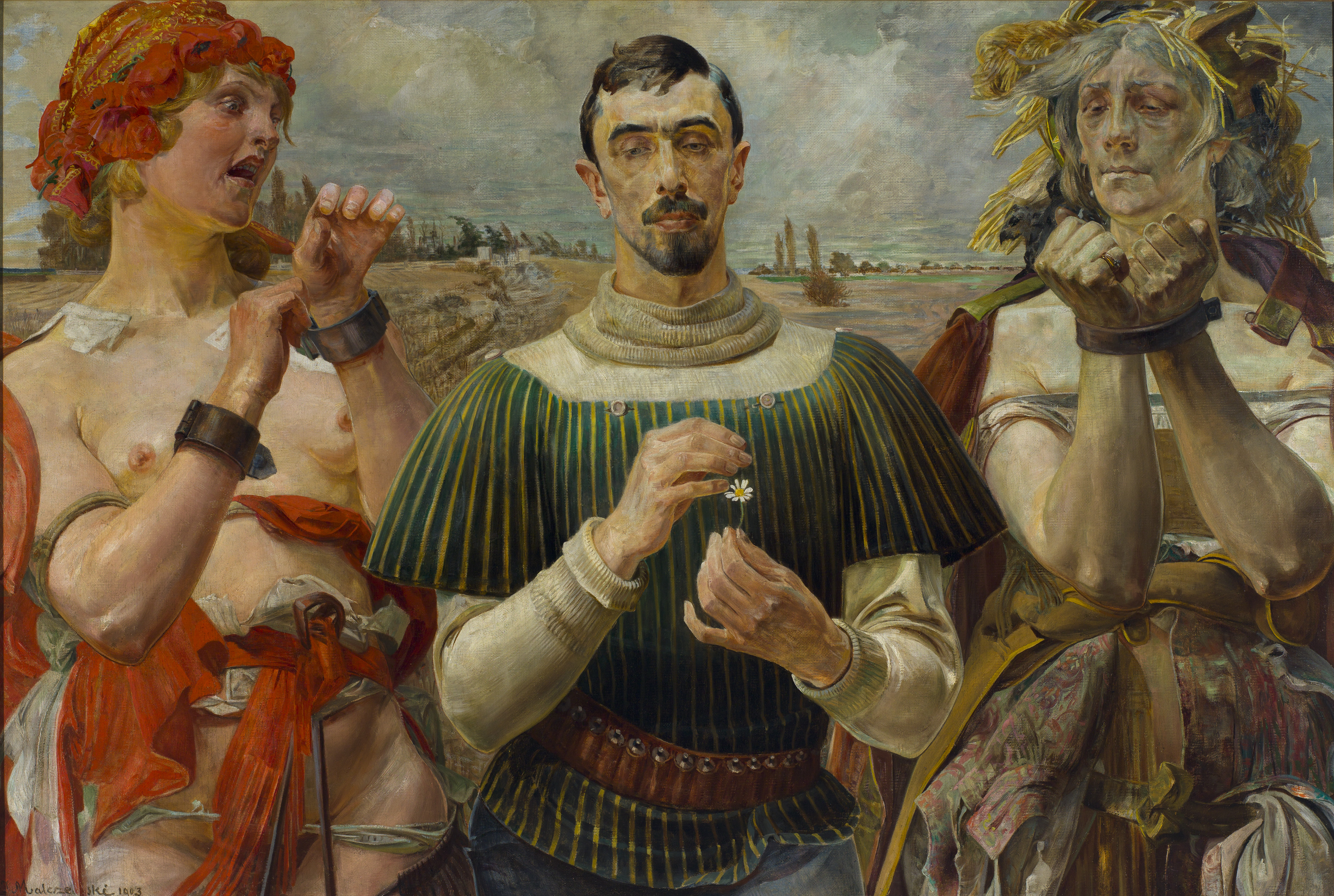
Jacek Malczewski, Hamlet polski. Portret Aleksandra Wielopolskiego, 1903

Dziewięć sal i dziewięć gabinetów mieści ekspozycję, otwartą w 1992 roku, a przedstawiającą 400 obrazów, składających się na Galerię Malarstwa Polskiego w MNW. Kolekcja obejmuje obrazy pochodzące z przedziału: XVI–XX wiek (konkretnie – do 1914 roku).
Ważniejsze zabytki:
- Anna Bilińska-Bohdanowiczowa: Murzynka
- Olga Boznańska: Imieniny Babuni, W oranżerii, Portret Heleny i Władysławy Chmielarczykówien
- Józef Brandt: Bitwa pod Chocimiem, Czarniecki pod Koldyngą
- Józef Chełmoński: Babie lato, Bociany, Dropie, Krzyż w zadymce, Kuropatwy na śniegu
- Władysław Czachórski: Dama w liliowej sukni z kwiatami, Martwa natura z czaplą
- Julian Fałat: Kraków rankiem, Przed polowaniem w Rytwianach
- Andrzej Grabowski: Zamek w Wiśniczu
- Antoni Gramatyka: Gęsiarka
- Aleksander Gierymski: W altanie, Piaskarze, Plac Wittelsbachów w Monachium w nocy, Trumna chłopska, Wnętrze bazyliki św. Marka w Wenecji, Żydówka z pomarańczami
- Maksymilian Gierymski: Patrol powstańczy
- Jan Ksawery Kaniewski: Portret własny
- Wincenty Kasprzycki: Rozbiórka kościoła świętej Klary i klasztoru Bernardynek w Warszawie, Wystawa sztuk pięknych w Warszawie w 1828 roku
- Wojciech Kossak: Autoportret z koniem na polowaniu, Józef Piłsudski na Kasztance, Szarża na baterie rosyjskie pod Stoczkiem, Zwiad konny
- Jacek Malczewski: Autoportret z paletą, Hamlet polski. Portret Aleksandra Wielopolskiego, Niedziela w kopalni, Portret Tadeusza Błotnickiego z Meduzą, Portret Jana Kasprowicza, Portret Władysława Reymonta, Śmierć, Święta Agnieszka, Thanatos
- Jan Matejko: Autoportret, Bitwa pod Grunwaldem, Kazanie Skargi (depozyt), Stańczyk, Wniebowstąpienie, Zaprowadzenie chrześcijaństwa, Zawieszenie dzwonu Zygmunta
- Stanisław Masłowski: Dumka Jaremy, Chart, Rynek w Kazimierzu, Wnętrze kościoła w Garbowie, Pejzaż jesienny z Rybiniszek, Koń z Kapitolu, Troki, Wiosna roku 1905, Droga polna, Fontanna w Palazzo Massimo w Rzymie, Maki, Skarbiec beja Tunisu, Tivoli Villa d’Este, Gryka,
- Piotr Michałowski: Rajtar
- Józef Mehoffer: Dziwny ogród, Słońce majowe
- Aleksander Mroczkowski: W żniwa
- Józef Pankiewicz: Nokturn – Łabędzie w Ogrodzie Saskim w Warszawie nocą
- Feliks Pęczarski: Szulerzy przy świecy
- Henryk Piątkowski: Portret Adama Mickiewicza
- Kazimierz Pochwalski: Portret własny z paletą
- Władysław Podkowiński: Ulica Nowy Świat w Warszawie w dzień letni, Dzieci w ogrodzie
- Anna Rajecka: Dziewczyna z gołąbkiem
- Henryk Rodakowski: Portret Leonii Blühdorn
- Ferdynand Ruszczyc: Ziemia, Stary dom
- Aleksander Sochaczewski: Autoportret
- Henryk Siemiradzki: Dirce chrześcijańska, Rzymska sielanka, Z wiatykiem, projekt kurtyny teatru krakowskiego
- Józef Simmler: Śmierć Barbary Radziwiłłówny
- Aleksander Stankiewicz: Napoleon i Franciszek II po bitwie pod Austerlitz
- Józef Szermentowski: Pogrzeb chłopski
- Walenty Wańkowicz: Napoleon przy ognisku, Portret Adama Mickiewicza na Judahu skale
- Witold Wojtkiewicz: Porwanie królewny, Bajka o rycerzu
- Stanisław Wyspiański: Chochoły, Autoportret, Widok z okna pracowni na Kopiec Kościuszki, Caritas
- Marcin Zaleski: Brama Floriańska w Krakowie, Wzięcie Arsenału

## Zbiory Sztuki Polskiej do 1914. Gabinet Miniatur
Początki kolekcji sięgają pierwszych lat istnienia Muzeum. Stale powiększane, dzisiaj liczą ponad 1000 miniatur powstałych od połowy XVIII w. do początku XX w. W przeważającej części zbiór obejmuje portrety, a ponadto: sceny mitologiczne i rodzajowe.
Ważniejsze zabytki:
- Augustyn Ritt, Portret Michała Wielhorskiego, ok. 1785
- Józef Kosiński, Portret młodej kobiety, ok. 1797
- Wincenty de Lesseur, Portret Franciszka Mullera i jego żony Barbary, 1797
- Domenico Bossi, Autoportret, 1801
- Franciszek Ksawery Olexiński, Portret Henryka Zabiegły, 1819
- Moritz Michael Daffinger, Portret Aleksandry z Potockich, ok. 1840

### Gabinet Rycin i Rysunków – Zbiory Rysunków i Grafiki Polskiej

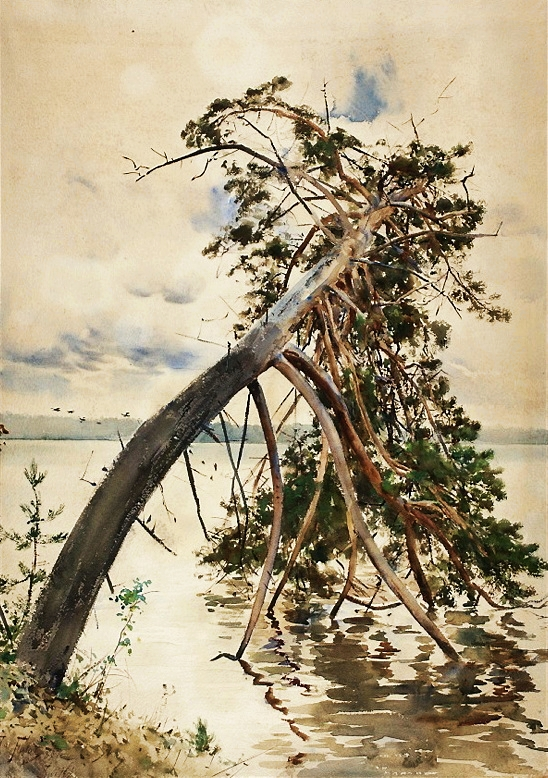
Julian Fałat, Świteź, 1888

Dzielą się na gabinety: Rysunków Polskich oraz Grafiki Polskiej. W pierwszym znajduje się ponad 50 000 obiektów: szkiców, akwarel i rysunków oraz ok. 1500 projektów architektonicznych, w drugim ponad 60 000 rycin. Zbiory obejmują prace z przedziału: XVI w. do początku wieku XX i gromadzą grafiki i rysunki artystów, m.in. Feliksa Jasieńskiego, Leona Wyczółkowskiego, Józefa Pankiewicza, Bernarda Bellotta, Marcelego Bacciarellgo, Jana Matejki, Juliusza Kossaka, Stanisława Wyspiańskiego czy Juliana Fałata.
Ważniejsze zabytki:
- Zygmunt Vogel, Widok Pałacu Prymasowskiego, 1789
- Aleksander Orłowski, Bitwa wojska kościuszkowskiego z rosyjskim o przeprawę na rzece, 1801; Rajtar na białym koniu, 1827
- Antoni Oleszczyński, Portret Mikołaja Kopernika, 1843
- Juliusz Kossak, Lisowczyk, 1860–1865; W stajni, 1866; Sobieski pod Wiedniem, 1882; Bitwa pod Parkanami, 1883; Bitwa pod Raszynem, 1884; Czarniecki pod Płockiem, XIX w.
- Julian Fałat, Modlący się starzec, 1881; Świteź, 1888; Naganka na polowaniu w Nieświeżu, 1891
- Leon Wyczółkowski, Skarbiec wawelski, 1907; Rogalin zimą, 1925
- Jan Piotr Norblin, Ecce Homo, 1926

## Zbiory Sztuki Obcej Nowożytnej. Galeria Malarstwa Europejskiego

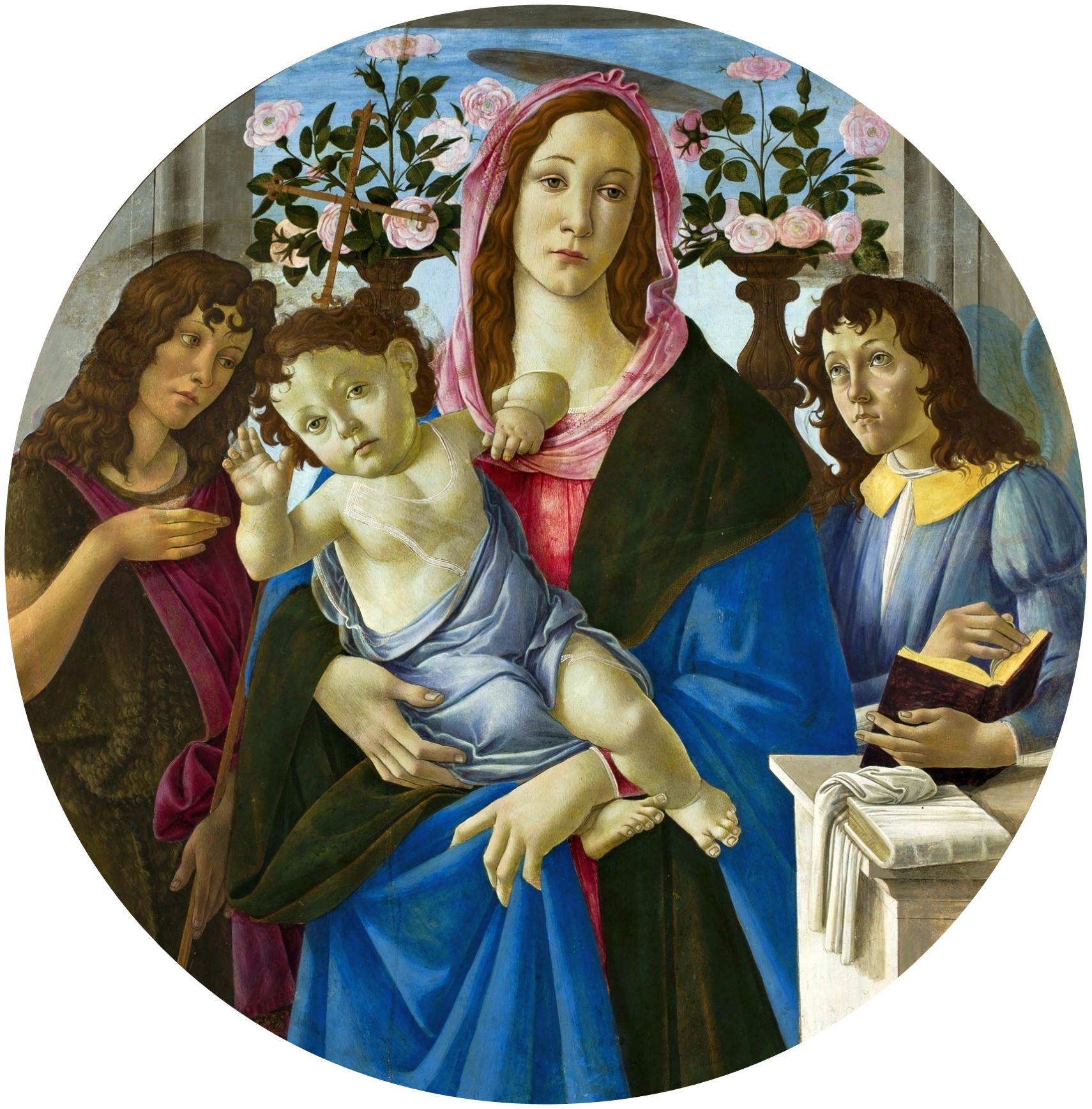
Sandro Botticelli, Madonna z Dzieciątkiem, Janem Chrzcicielem i aniołem (ok. 1470)

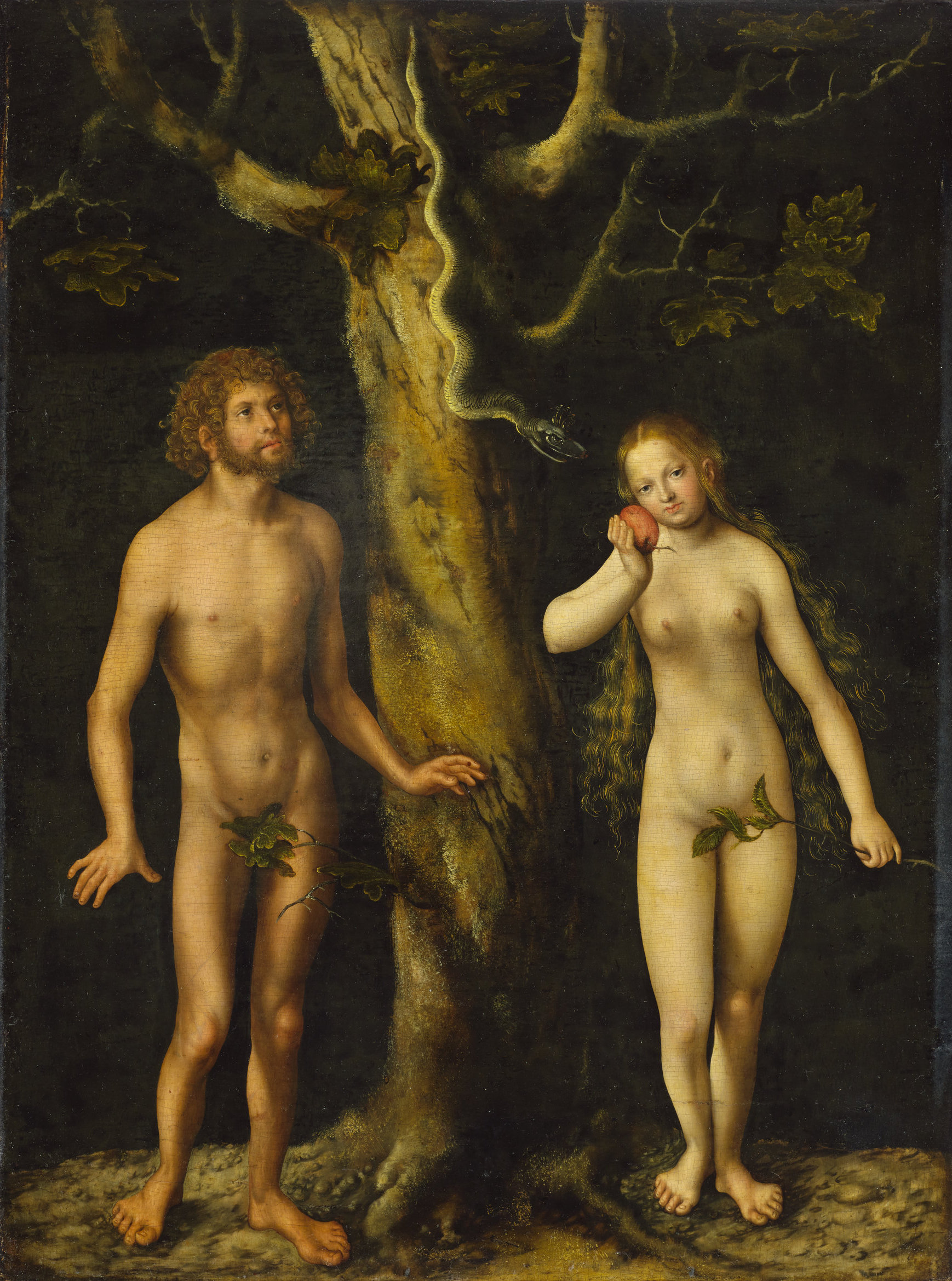
Lucas Cranach starszy, Adam i Ewa (1510)

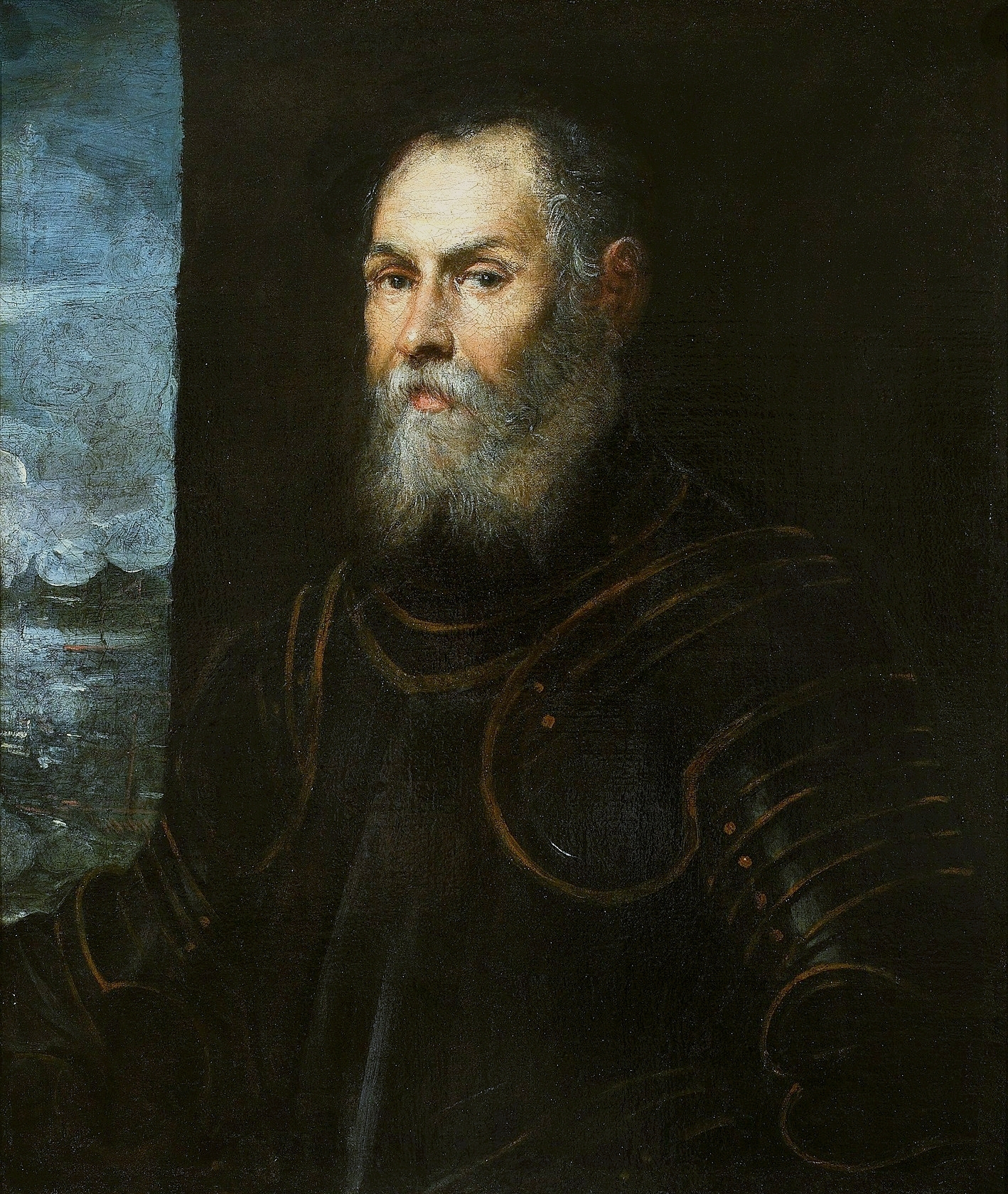
Jacopo Tintoretto, Portret weneckiego admirała (II poł. XVI w.)

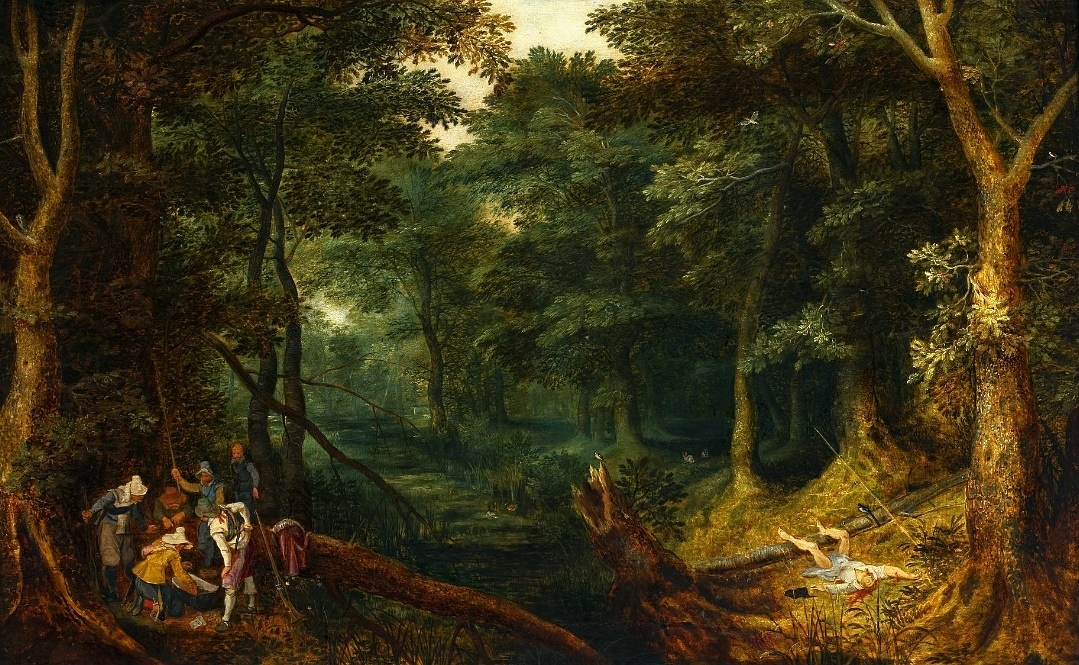
Jan Brueghel (starszy), Pejzaż z rozbójnikami dzielącymi łup (1605) (wraz z Sebastianem Vrancxem)

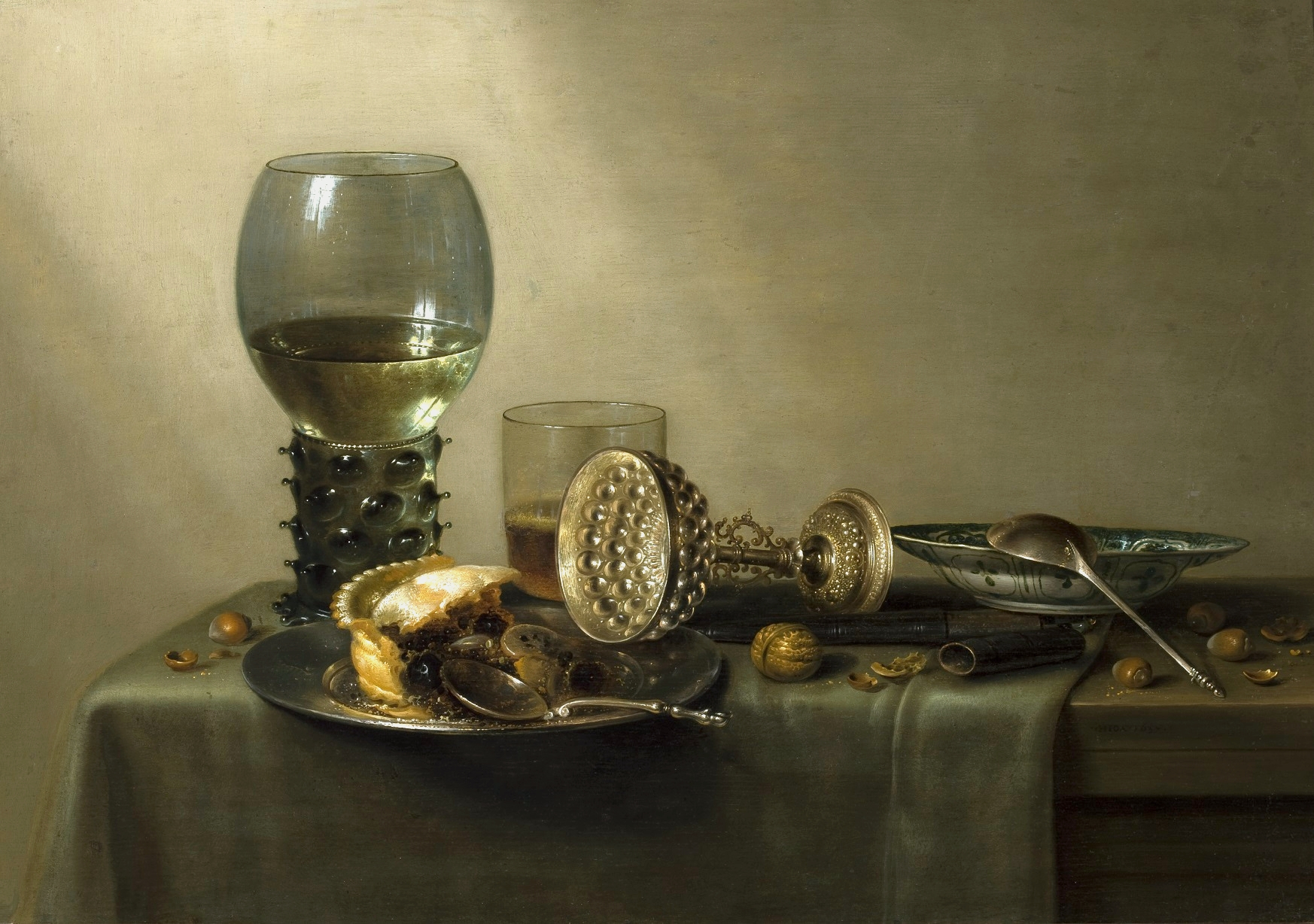
Willem Claesz Heda, Deser (1637)

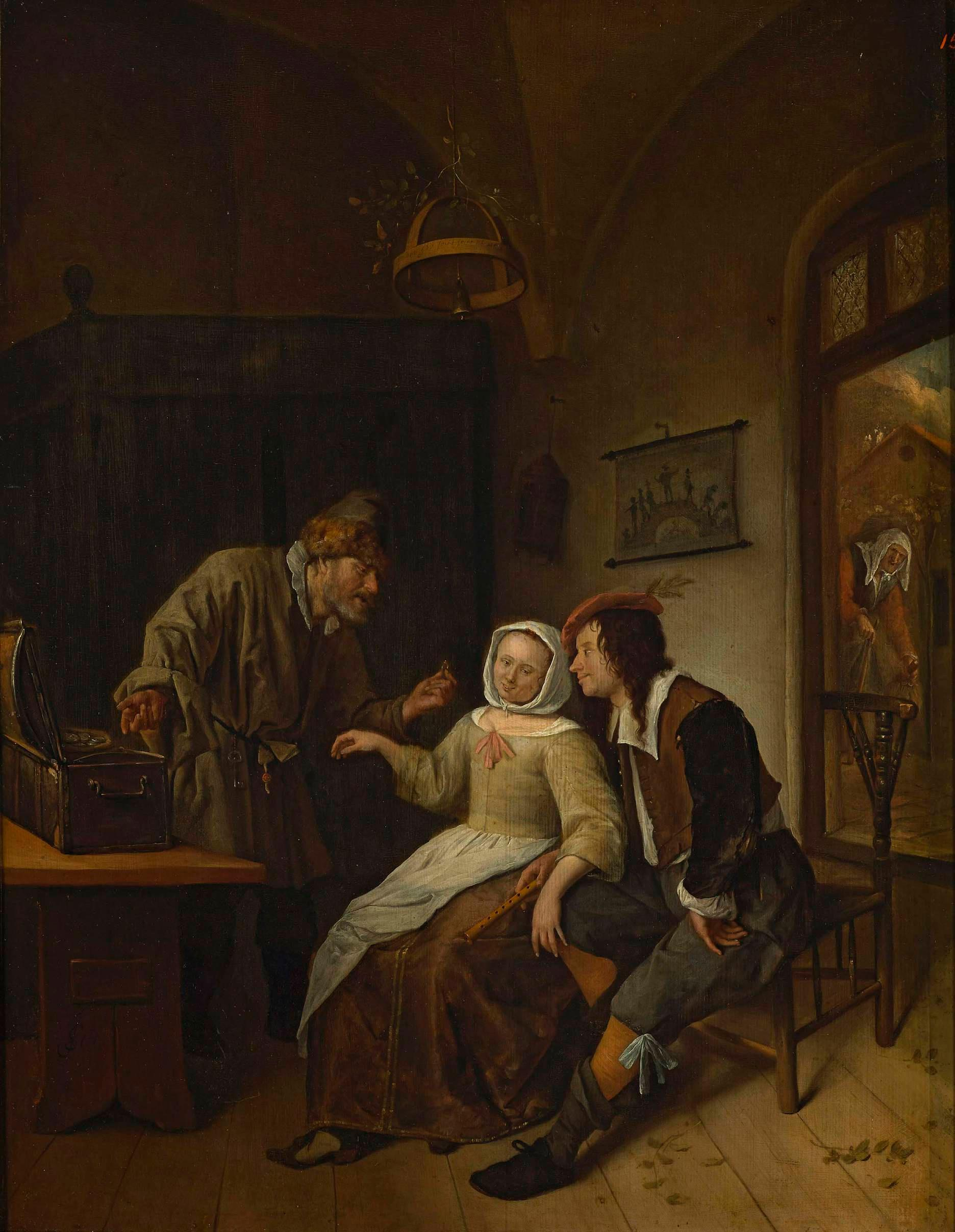
Jan Steen, Wybór pomiędzy bogactwem a młodością (1661-63)

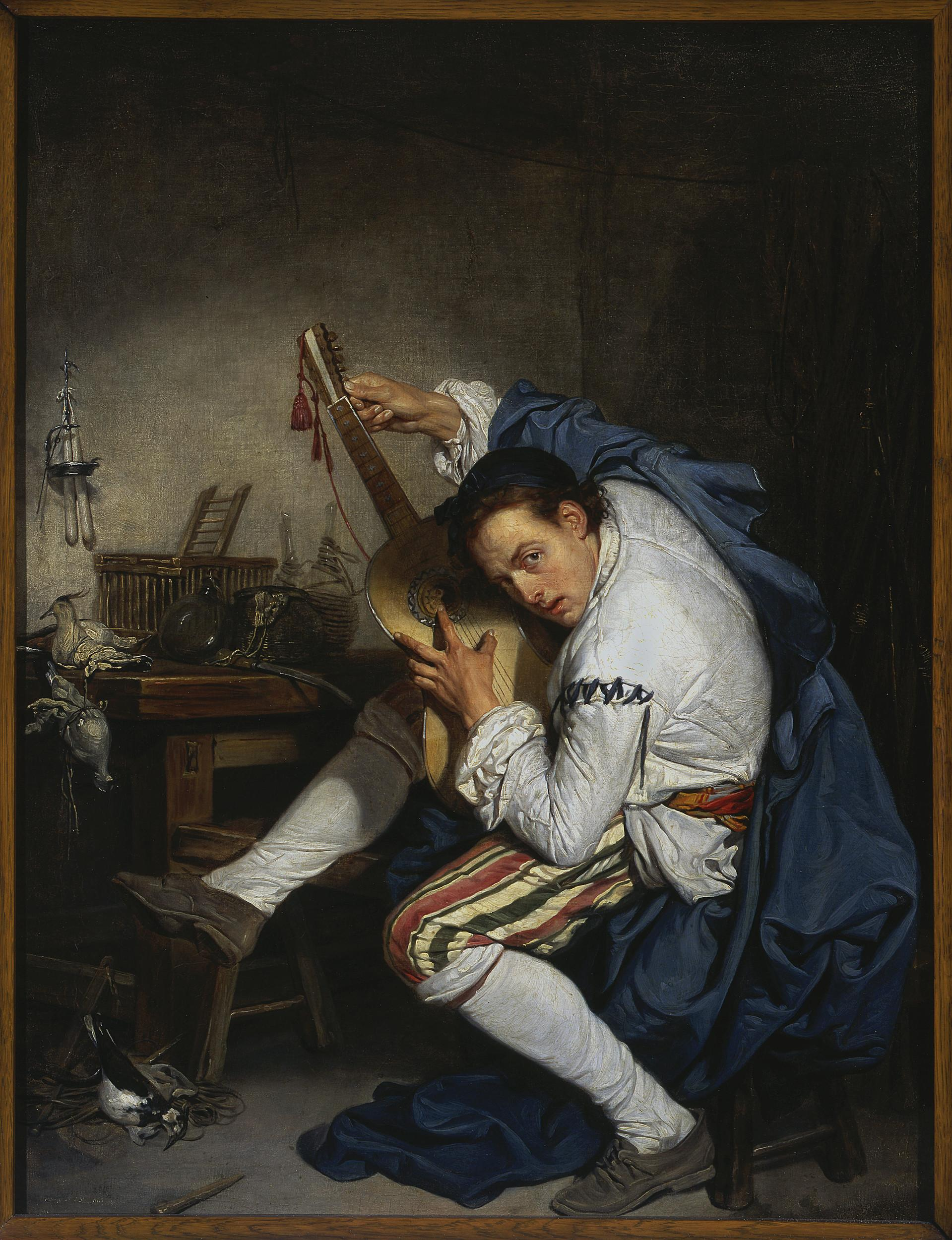
Jean-Baptiste Greuze, Gitarzysta (1757)

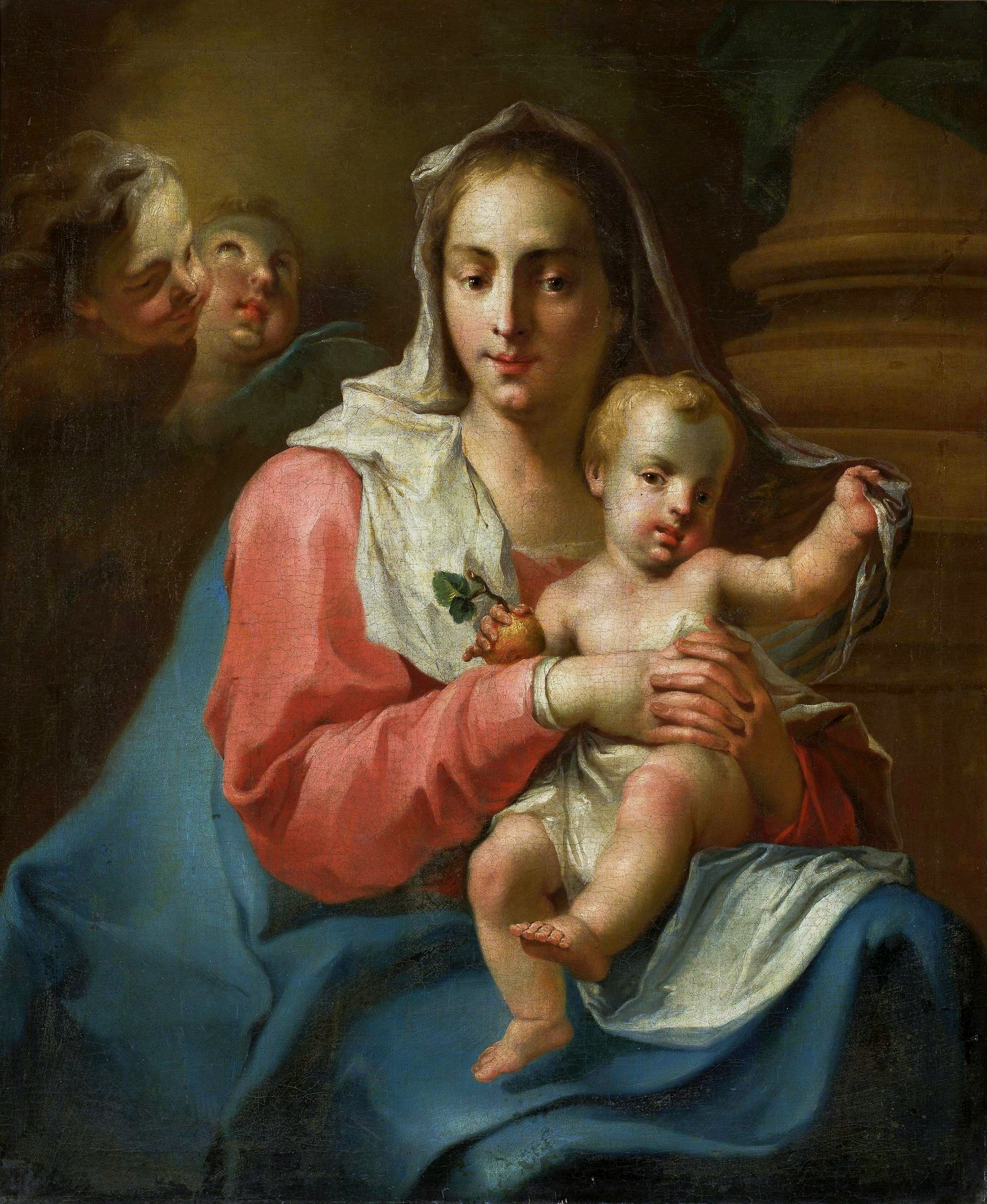
Giovanni Battista Pittoni, Madonna i dziecko z dwoma aniołami (II poł. XVIII w.)

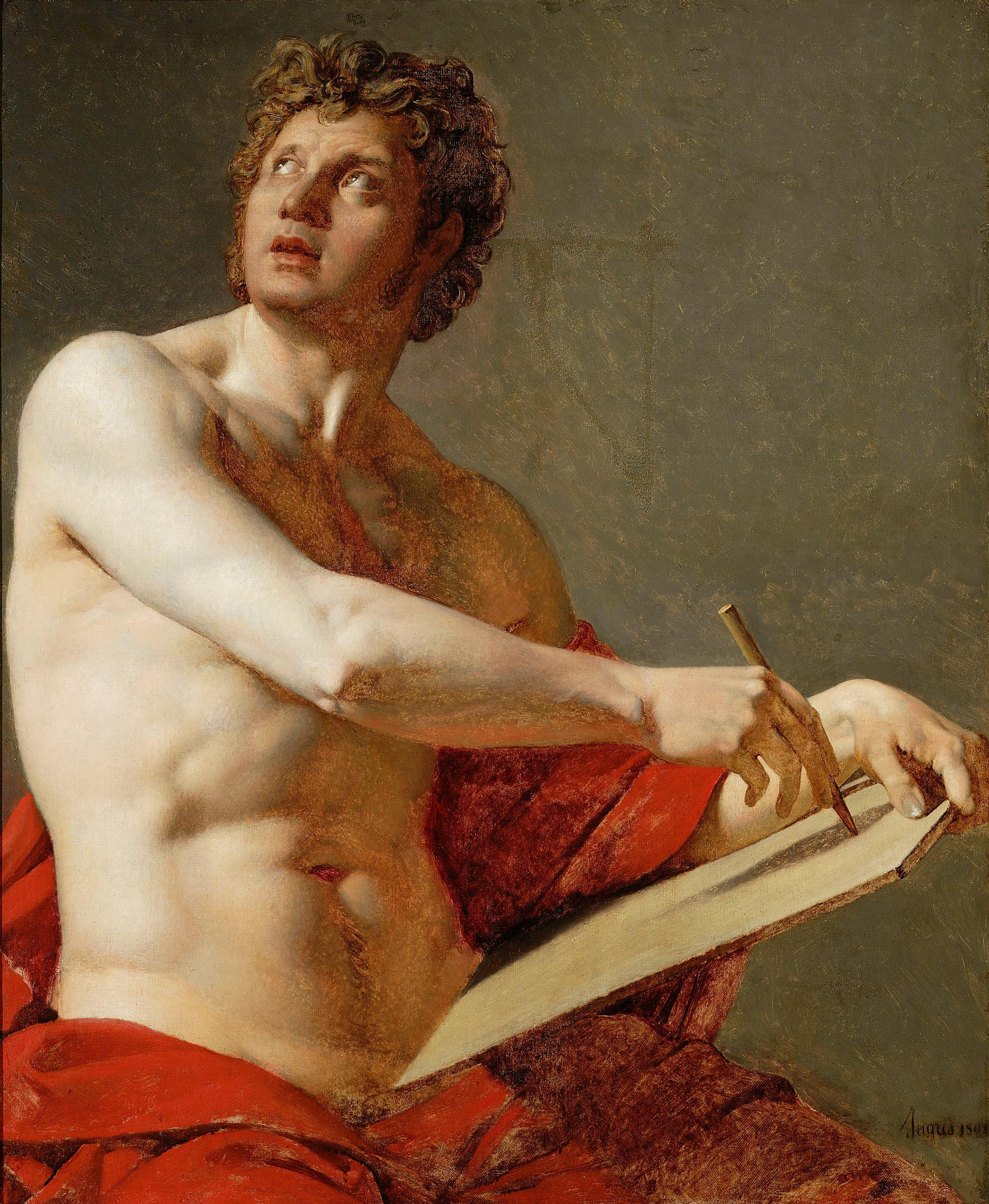
Jean-Auguste-Dominique Ingres, Akt męski (1801)

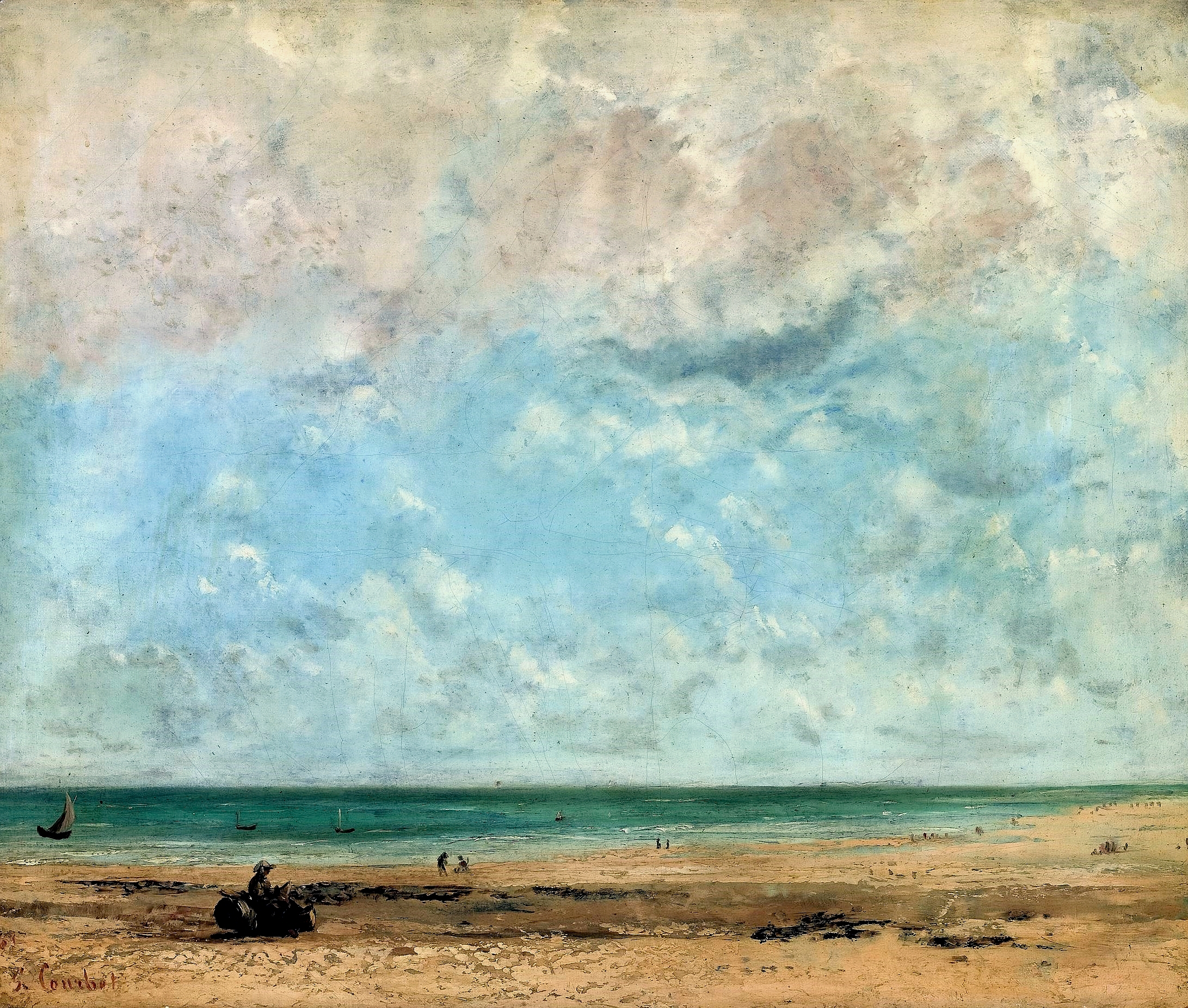
Gustave Courbet, Brzeg morza (1867)

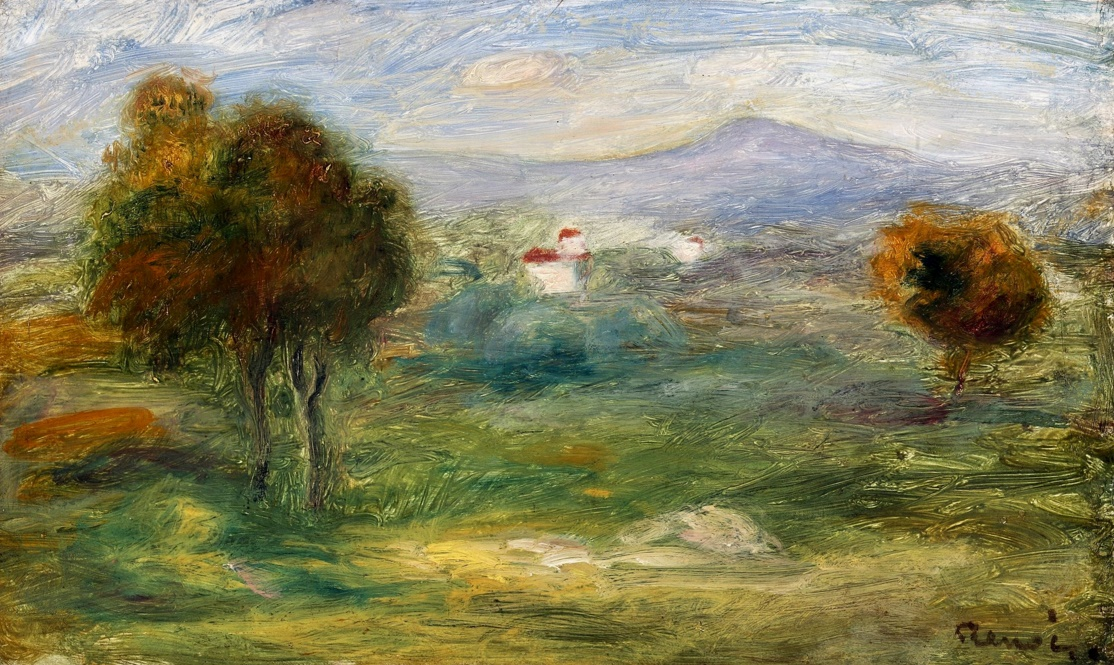
Auguste Renoir, Krajobraz z Cros-de-Cagnes (1912)

Podstawę kolekcji, dzisiaj liczącej ok. 4000 obrazów, stanowiło trzydzieści sześć dzieł autorstwa malarzy europejskich (takich, jak: Cornelis van Haarlem czy Jacob Jordaens) zakupionych przez, jeszcze wtedy, Muzeum Sztuk Pięknych.
Ważniejsze obrazy:
- Pieter Aertsen – Uczynki miłosierdzia chrześcijańskiego
- Philips Angel – Prosty posiłek (Śniadanie wiejskie)
- Gioacchino Assereto – Portret Giovanniego Battisty Panese

- Marcello Bacciarelli – Autoportret
- Francesco Bassano – Wenus i Amor w kuźni Wulkana
- Bernardo Bellotto – Autoportret w stroju prokuratora weneckiego (ok. 1765), Pułkownik Koenigsfels uczy jazdy konnej ks. Józefa Poniatowskiego
- Christian Berentz – Martwa natura z koszami owoców
- Herri met de Bles – Pejzaż ze zniszczeniem Sodomy, Lotem i jego córkami
- Abraham Begeyn – Martwa natura z ostem, grzybami, jaszczurką, ptaszkiem i motylami
- Felice Boselli – Oprawianie warzyw
- Sandro Botticelli – Madonna z Dzieciątkiem, św. Janem Chrzcicielem i aniołem
- Gentile Bellini – Portret Lorenza Giustinianiego
- Ferdinand Bol – Portret Johany de Geer-Trip z córką (1661), Mężczyzna w złotym hełmie (Mars) (ok. 1655-60)
- Paris Bordone – Sacra Conversazione, Wenus i Amor
- Leonaert Bramer – Obrzezanie Chrystusa
- Jan Brueghel (starszy) – Pejzaż z rozbójnikami dzielącymi łup
- Bartholomäus Bruyn – Chrystus ukazujący się Marii Magdalenie, Pieta, Zwiastowanie

- Bernardo Cavallino – Sen św. Józefa (ok. 1645)
- Philippe de Champaigne – Georges jedzący zupę, Portret kardynała Richelieu (po 1640)
- Joos van Cleve – Ołtarz świętego Rajnolfa (1511-16)
- Pieter Codde – Kobieta czesząca włosy (Alegoria Vanitas)
- Giambattista Cima da Conegliano – Chrystus wśród doktorów, Imago Pietatis
- Benedetto Coda – Sacra Conversazione
- Daniele Crespi – Biczowanie Chrystusa
- Giuseppe Maria Crespi – Lucius Junius Brutus całujący Matkę Ziemię
- Lucas Cranach starszy – Adam i Ewa, Dziewczyna z niezapominajkami, Niedobrana para, Rzeź niewiniątek
- Cornelis van Haarlem – Chrystus zmartwychwstały z krzyżem i kielichem eucharystycznym (ok. 1625)
- Gustave Courbet – Brzeg morza (1867), Krajobraz z okolic Ornans (1860-70), Krajobraz zimowy z jeleniem, Wieś na skraju lasu (1849)
- Lovis Corinth – Portret Anny Schaumberg z lalką (1886)
- Benjamin Gerritsz. Cuyp – Cudowne uwolnienie św. Piotra (ok. 1635)

- Charles-François Daubigny – Krajobraz ze stawem (1860)
- Cornelis Decker – Młyn wodny (1667)
- Carlo Dolci – Święty Paweł Pustelnik (przed 1648)
- Gerard Dou – Modląca się kobieta (1630-32)
- Willem Drost – Mężczyzna z księgą, Vertumnus i Pomona
- Jacob Duck – Kontrola bagaży
- Jules Dupré – Krajobraz w świetle księżyca (1852), Krajobraz ze stawem (1850-60)

- Gerbrand van den Eeckhout – Elizeusz i Sunamitka na górze Karmel (1649), Sen Jakuba (1642)
- Justus van Egmont – Portret Marii Ludwiki Gonzagi (1645)
- Allart van Everdingen – Pejzaż z wodospadem

- Carel Fabritius – Wskrzeszenie Łazarza (1643-45)
- Frans Francken Młodszy – Naigrawanie z Chrystusa, Uczta bogów
- Hieronymus I Francken – Przypowieść o pannach mądrych i głupich

- Taddeo Gaddi – Ukrzyżowanie
- Nicolas van Gelder – Martwa natura z zegarkiem
- Francesco Ghissi – Biczowanie
- Luca Giordano – Prometeusz, Komunia Apostołów
- Abraham Govaerts – Pejzaż leśny z wozem przejeżdżającym przez bród, Uczta bogów
- Anton Graff – Portret Anny Dorothei von Medem, księżnej kurlandzkiej, Portret St. Kostki Potockiego
- Antiveduto Gramatica – Madonna z Dzieciątkiem i św. Anną (1610-15)
- Jean-Baptiste Greuze – Gitarzysta
- Francesco Guardi – Schody Gigantów na dziedzińcu Pałacu Dożów
- Francesco Guarino – Święty Sebastian
- Guercino – Św. Franciszek słuchający muzyki anielskiej, Bóg Ojciec

- Willem Claesz Heda – Deser
- Maerten van Heemskerck – Tryptyk ze sceną Ecce Homo
- Vitus Heinrich – Rzeź niewiniątek
- Sigmund Holbein – Chrystus przed Piłatem, Biczowanie
- Wolf Huber – Św. Sebastian

- Jean-Auguste-Dominique Ingres – Akt męski (1801)

- Abraham Janssens – Opłakiwanie (ok. 1621-22)
- Jacob Jordaens – Adam i Ewa, Święta Rodzina z małym św. Janem i jego rodzicami (ok. 1617), Triumf Fryderyka Henryka, księcia Oranii (1651)
- Jean Jouvenet – Ostatnia Wieczerza (1704)

- Angelika Kauffmann – Portret Domeniki Morghen jako Melpomeny (1791)
- Hans Krell – Bitwa pod Orszą (ok. 1520–1534)

- Georges Lallemant – Georges jedzący zupę
- Nicolas de Largillière – Portret damy z pieskiem i małpką (ok. 1700), Portret mężczyzny
- Pieter Lastman – Gniew Ahaswera na Hamana (1615), Uczta u Estery (1618)
- Jan Lievens – Starzec, Młodzieniec z fajką dmuchający na żar (ok. 1625)
- Nicolaes Maes – Portret mężczyzny
- Carlo Magini – Martwa natura z wazą
- Alessandro Magnasco – Cyganie w ruinach, Latarnia magiczna, Skrzypek, Wędrowny bajarz
- Sebastiano Mainardi – Święty Hieronim
- Hans Makart – Portret damy w czarnej sukni (1882-84)
- Michele Marieschi – Architektura fantastyczna z dziedzińcem pałacu, Architektura fantastyczna z dziedzińcem więzienia, Pałac Dożów w Wenecji, Pejzaż a antycznym łukiem, Pejzaż z wiejskimi chatami, Ponte Rialto w Wenecji
- Jacob Marrel – Kwiaty w wazonie i małe stworzonka
- Franz Anton Maulbertsch – Diana, Apollo i Saturn (Tryumf Diany), Ofiara Ifigenii
- Adolph Menzel – Mężczyzna w renesansowym stroju
- Pieter Meulener – Bitwa
- Abraham Mignon – Vanitas (Kwiaty i drobne zwierzątka)
- Nicolaes Cornelisz. Moeyaert – Wskrzeszenie Łazarza (ok. 1654)
- Pier Francesco Mola – Wygnanie z raju
- Joos de Momper – Krajobraz górski, Krajobraz piaszczysty
- Frederik de Moucheron – Pejzaż leśny (1660-70)

- Pieter Nason – Portret Johana Mauritsa (1666)
- Jean-Marc Nattier – Portret Marii Leszczyńskiej, królowej Francji (ok. 1770)

- Jean-Baptiste Oudry – Stanisław Leszczyński jako pielgrzym wygnaniec (1730)

- Giovanni Paolo Pannini – Capriccio architektoniczne z rzymskimi ruinami, Chrystus wśród doktorów, Łuk Tytusa w Rzymie
- Jan Peeters – Bitwa morska chrześcijan z Turkami (1647)
- Georg Pencz – Caritas Romana (1538), Trójca Święta (1530-40)
- François Perrier – Eneasz i Sybilla
- Antonio Francesco Peruzzini – Pejzaż z woziwodą (przypisywany)
- Pinturicchio – Madonna z Dzieciątkiem i św. Janem Chrzcicielem
- Giovanni Battista Pittoni – Bachus i Ariadna, Madonna i dziecko z dwoma aniołami, Wenus i Mars
- Hans Pleydenwurff – Maria i Józef
- Mattia Preti – Pokłon pasterzy

- Giuseppe Recco – Martwa natura z kwiatami i szkłem (1675-80)
- Nicolas Regnier – Budzenie śpiącego młodzieńca za pomocą palącego się knota, Scena karnawałowa (1630)
- Auguste Renoir – Krajobraz z Cros-de-Cagnes, Krajobraz z południowej Francji (Cagnes)
- Marinus van Reymerswaele – Poborcy podatków
- Hubert Robert – Chłopska kuchnia w ruinach (1760-67)
- Theodoor Rombouts – Gra w karty (1625-30)
- Giovanni Battista Ruoppolo – Martwa natura z owocami i kwiatami
- Salomon van Ruysdael – Droga wśród wydm (1631), Krajobraz z powyginanym drzewem

- Pieter Jansz Saenredam – Wnętrze kościoła św. Bawona w Haarlemie (1635)
- Roelant Savery – Arka Noego (po 1620)
- Hans Leonhard Schäufelein – Portret młodego mężczyzny w żółtym kaftanie (ok. 1507)
- Daniel Seghers – Kamienny kartusz z popiersiem Nicolasa Poussina w otoku kwiatów (1650-51)
- Paul Serusier – Zjadacze węży (1894), Narzeczona (1895)
- Giovanni Serodine – Niewierny Tomasz
- Paul Signac, Poranek (Antibes) (1914)
- Frans Snyders – Kuchnia (ok. 1608)
- Francesco Solimena – Święty Franciszek prosi papieża o odpust zupełny dla pielgrzymów
- Jan Steen – Wybór między bogactwem a młodością (1661-63)
- Bernardo Strozzi – Nawiedzenie

- Franz Werner Tamm – Martwa natura z melonem, Martwa natura z grzybami (1715)
- Abraham van den Tempel – Portret młodej damy w stroju Diany (1669)
- David Teniers II – Daniel w jaskini lwów (2 poł. XVII wieku), Krajobraz z Cyganami (1641), Pejzaż nadrzeczny z obozowiskiem (1647), Wnętrze kuchni (po 1650)
- Hendrick Terbrugghen – Stary król Dawid grający na harfie (1628)
- Giovanni Domenico Tiepolo – Ostatnia Wieczerza
- Domenico Tintoretto – Chrzest Chrystusa
- Jacopo Tintoretto – Portret weneckiego admirała
- Nicolas Tournier – Dawid z głową Goliata
- Gaspare Traversi – Hiob wyszydzany przez żonę (ok. 1752)

- Horace Vernet – Wincenty Krasiński w wąwozie (1816)
- Joseph Vernet – Widok portu o poranku (1774), Skaliste wybrzeże morskie (1758)
- Bonifacio Veronese – Chrystus i jawnogrzesznica
- Anthonie Verstraelen – Ślizgawka
- Jan Victors – Błogosławieństwo Jakuba
- Maurice de Vlaminck – Widok miasteczka (1902-12)
- Simon de Vlieger – Wzburzone morze z okrętami
- Paul de Vos – Walka koguta z indykiem
- Simon de Vos – Uczta w Kanie Galilejskiej, Pokłon Trzech Króli, Czyny miłosierdzia
- Simon Vouet – Niedobrana para (Vanitas) (ok. 1621)
- Édouard Vuillard – Kobieta w ogrodzie (1891)

- Jan Weenix – Zabity kaczor
- Jan Wildens – Dzieciątko Jezus i św. Jan Chrzciciel w pejzażu (1615)
- Michael Willmann – Krajobraz ze św. Janem Chrzcicielem (1656), Przybicie Chrystusa do krzyża (ok. 1678), Stworzenie świata, Chrystus upadający pod ciężarem krzyża (ok. 1678), Pejzaż z architekturą i sceną z Nowego Testamentu (1664)
- Gaspar van Wittel – Widok Rzymu (1712)

- Giovanni Battista Zelotti – Apollo i Marsjasz

### Gabinet Grafiki i Rysunków Nowożytnych Obcych

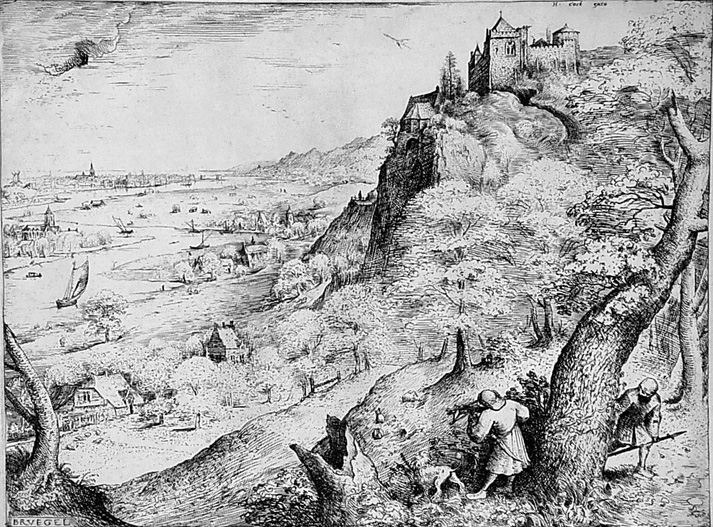
Pieter Bruegel (starszy), Polowanie na dzikie króliki, ok. 1560

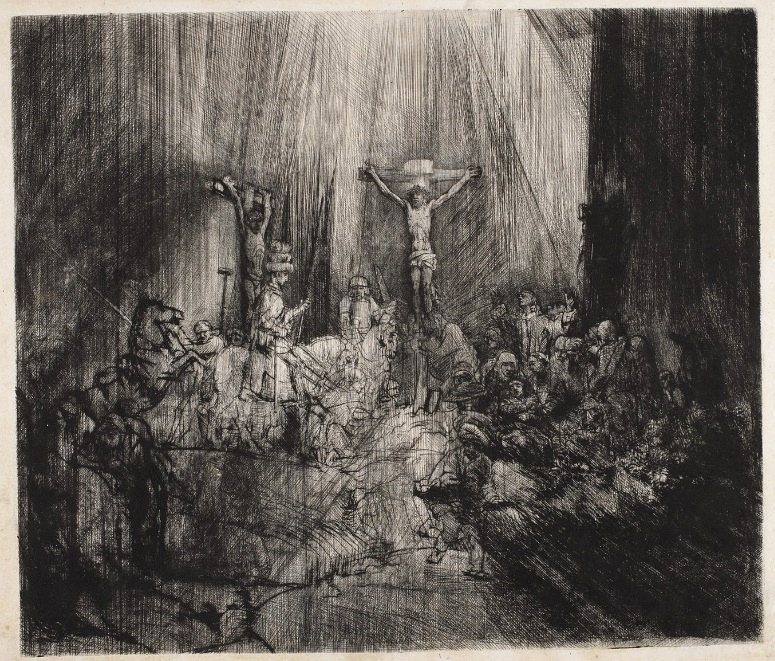
Rembrandt, Trzy krzyże (stan IV), ok. 1660

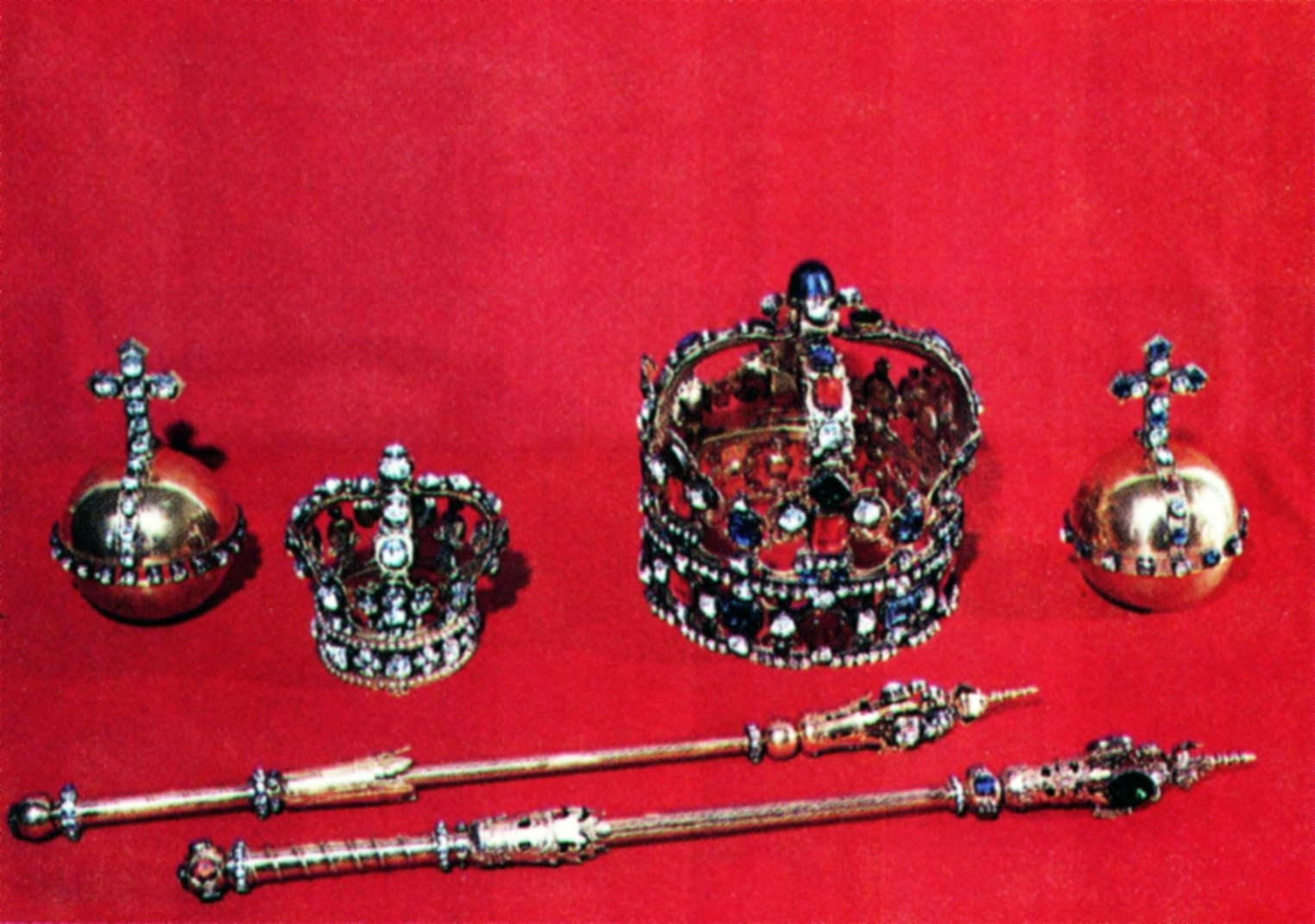
Srebrne regalia Augusta III Sasa i Marii Józefy

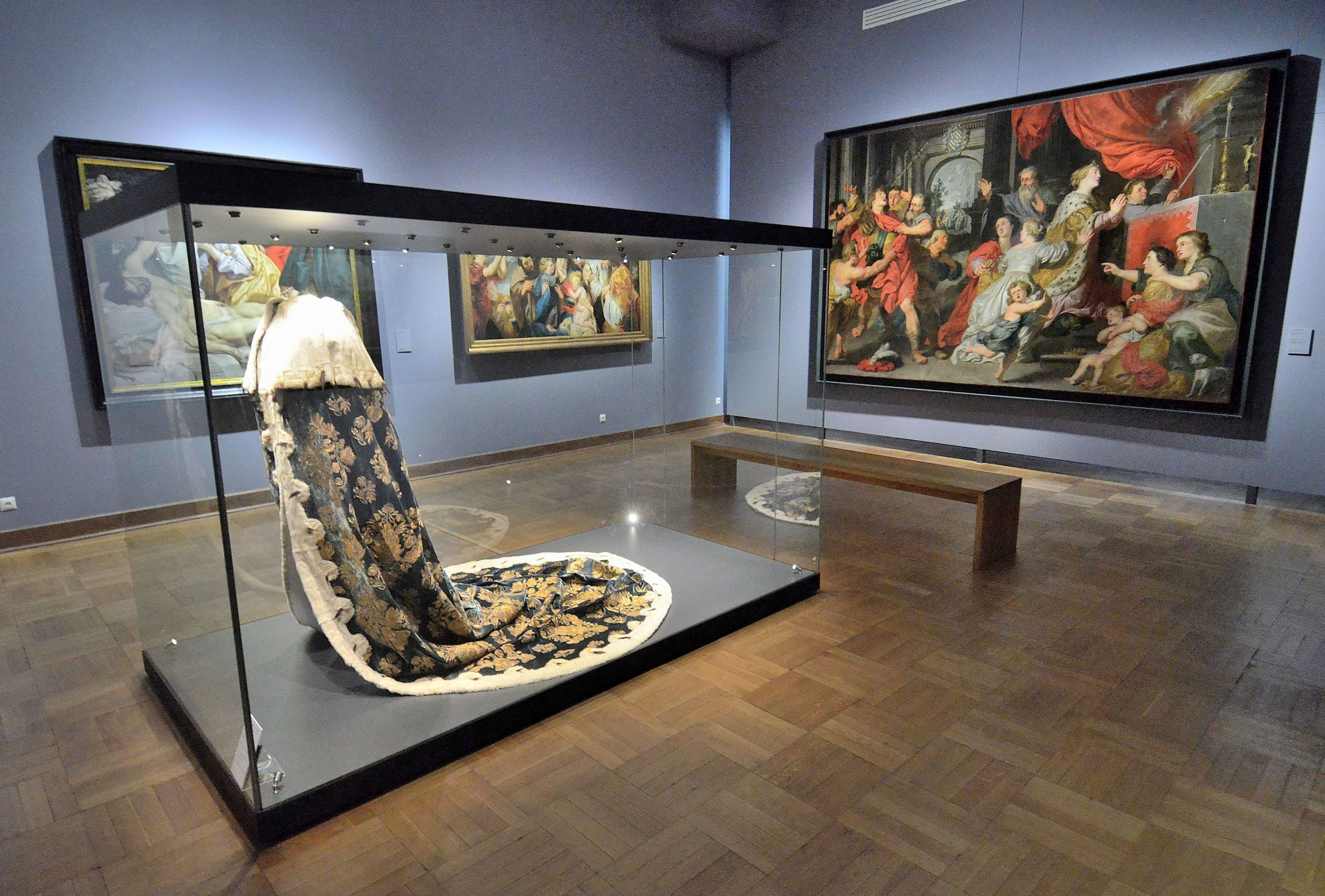
Płaszcz koronacyjny Augusta III Sasa

Zaczątkiem kolekcji były zbiory, które Muzeum Sztuk Pięknych przejęło w 1862 roku od Warszawskiej Biblioteki Rządowej i Szkoły Sztuk Pięknych. Podwaliną liczącego dzisiaj ok. 85 000 grafik i 15 000 rysunków zbioru było 90 rysunków kupionych w 1883 roku od Jana Jundziłła i 101 rysunków podarowanych muzeum przez ks. Józefa Mrozowskiego w 1908 roku. Kolekcja obejmuje europejskie prace z przedziału od XIII do XX wieku, stworzone przy pomocy różnych technik, począwszy od iluminacji rękopiśmienniczych na pergaminie, przez drzeworyty, różnego typu druki, aż do całych albumów prac.
Ważniejsze zabytki:
- Lucas Cranach starszy, Turniej, 1509
- Pieter Bruegel (starszy), Polowanie na dzikie króliki, ok. 1560
- Ferdinand Bol, Saul u wróżki Endor, pocz. lat 40. XVII w.
- Rembrandt van Rijn, Trzy Krzyże, stan IV, ok. 1660
- Jean-Baptiste Greuze, Głowa dziewczynki, ok. 1780

## Zbiory Sztuki Współczesnej. Galeria Sztuki Polskiej XX w.
Osobny dział Zbiorów powstał w 1958 roku i obejmuje on w przeważającej większości kolekcję polskich prac – malarstwa, grafiki, sztuki zdobniczej, rzeźby etc. – stworzonych po I wojnie światowej. Poza dziełami polskimi Zbiory zawierają również obiekty sztuki zagranicznej, m.in. zespół ceramiki Pabla Picassa czy Portret Tadeusza Makowskiego Marcela Gromaire’a.
Ważniejsze zabytki:
- Stanisław Ignacy Witkiewicz, Kompozycja z pięcioma postaciami (1911), Bajka (Fantazja), (1921–1922)
- Xawery Dunikowski, Ewa II, 1906
- Tytus Czyżewski, Akt z kotem, 1920
- Leon Chwistek, Uczta, ok. 1925
- Feliks Michał Wygrzywalski, Burłacy, 1925
- Mojżesz Kisling, Portret młodej dziewczyny, 1926
- Tamara Łempicka, Kobieta siedząca na krześle, 1927
- Jan Gotard, Pijak, 1928
- Tadeusz Makowski, Teatr dziecięcy, 1931
- Jerzy Nowosielski, Wiolonczelista, 1959
- Bronisław Wojciech Linke, Autobus, 1959−1961
- Tadeusz Kantor, Parasol i niewidoczny, 1973

### Gabinet Grafiki i Rysunków Współczesnych
Powstał w 1982 roku. Wcześniej przez dwadzieścia cztery lata funkcjonował Dział Grafiki przy Galerii Sztuki Współczesnej. Podstawę zbioru stanowi kolekcja grafiki polskiej z przedziału 1905-1936, a obecnie liczy ona ok. 43 000 prac. Gabinet dzieli się na sześć działów: 1. Rysunki polskie, 2. Grafika polska, 3. Ekslibrisy współczesne, 4. Rysunki obce, 5. Grafika obca, 6. Dokumentacja artystyczna.
W Gabinecie znajdują się rysunki i grafiki m.in. Stanisława Ignacego Witkiewicza, Władysława Skoczylasa, Stefana Mrożewskiego, Bronisława Wojciecha Linkego, Marca Chagalla, Ernsta Ludwiga Kirchnera, Maxa Ernsta, Joana Miro, Pabla Picassa czy Hansa Theodora Richtera.
Ważniejsze zabytki:
- Stanisław Ignacy Witkiewicz, Fałsz kobiety. Portret Maryli Grossmanowej z autoportretem, 1927
- Paul Klee, Somnambuliczna tancerka, 1921
- Wassily Kandinsky, Trzecia rocznica towarzystwa im. Kandinskiego, 1928
- Raoul Dufy, Konie w okólniku, ok. 1927
- Pablo Picasso, Portret kobiety w kapeluszu, 1962.

### Zbiory Sztuki Zdobniczej. Galeria Polskiej Sztuki Zdobniczej
Wydzielone zostały w Muzeum Narodowym w 1996 roku i podzielone na mniejsze jednostki: Tkanin, Ceramiki i Szkła, Mebli, Variów, Złotnictwa i Metali, Masoników. Podwalinę kolekcji stanowił zbiór ponad 400 wyrobów kowalskich i ślusarskich, podarowany MNW w 1901 roku przez Romana Szewczykowskiego.

### Zbiory Sztuki Zdobniczej. Galeria Europejskiej Sztuki Zdobniczej
Na razie udostępniana tylko podczas wystaw czasowych. Jej historia jest taka sama jak Galerii Polskiej Sztuki Zdobniczej. W jej skład wchodzą m.in. różnego rodzaju tkaniny, świeczniki, zbiory naczyń, pucharów, porcelanowych (i innych) figur.

### Zbiory Rzeźby
Powstały w 1996 roku i obejmują działy: Rzeźby Dawnej i Rzeźby Współczesnej. Z powodu braku miejsca w Głównym Gmachu MNW ich zdecydowanie większa część znajduje się w Muzeum w Łazienkach. Obiekty w dziale Rzeźby Dawnej powstały do I wojny światowej, w dziale Rzeźby Współczesnej – po I wojnie.

### Gabinet Monet i Medali
W 1921 MNW otrzymało od Władysława Semerau-Siemianowskiego zbiór 30 000 monet antycznych. Kolekcja ta stała się podwaliną dla liczącego dzisiaj przeszło 250 000 eksponatów Gabinetu Monet i Medali, podzielonego w związku z dynamicznym rozrostem zbiorów, na siedem działów: 1. Dział monet antycznych, 2. Dział monet średniowiecznych polskich i obcych, 3. Dział monet średniowiecznych polskich i obcych, 4. Dział pieniędzy papierowych, 5. Dział medali polskich i obcych, 6. Dział falerystyki (orderów), 7. Dział sfragistyki (herbów).

### Zbiory Ikonograficzne i Fotograficzne
Początek Zbiorów sięga roku 1914, kiedy to Archiwum Ikonograficzne działające przy Towarzystwie Opieki nad Zabytkami Przeszłości zaczęło tworzyć kolekcję i w 1918 roku przeszła ona pod opiekę Muzeum Narodowego. W Zbiorach znaleźć można rękopisy i materiały ikonograficzne, wśród których najstarszym eksponatem jest Libri Prophetarum z XIV wieku.

### Biblioteka
Założona została w 1916 roku, choć już w 1911 roku muzeum otrzymało w spadku zbiór ksiąg z zakresu historii sztuki i muzealnictwa, którego posiadaczem był wcześniej Leopold Meyet. Biblioteka dzieli się na działy: Zbiory Specjalne (starodruki i kolekcja kartografii), Dział Książek Nowych (wydanych po 1800 roku) oraz Dział Czasopism i Kalendarzy. Jedną z najważniejszych książek w niej przechowywanych jest De revolutionibus orbium coelestium; Libri VI Mikołaja Kopernika.

## Dyrektorzy
- Justynian Karnicki (1862–1876)
- Cyprian Lachnicki (1876–1906)

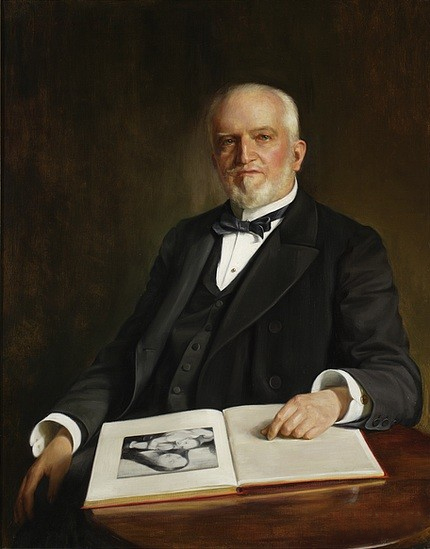
Cyprian Lachnicki, dyrektor Muzeum Sztuk Pięknych w latach 1876–1906.

- Bronisław Gembarzewski (1916–1935)
- Stanisław Lorentz (1935–1982)
- Ferdynand Bohdan Ruszczyc (1995–2007)
- Dorota Folga-Januszewska (p.o., 2007–2008)[24]
- Andrzej Miecznikowski (2007–2009)
- Piotr Piotrowski (6 lutego 2009 – 31 października 2010)
- Agnieszka Morawińska (28 października 2010 – 24 maja 2018)
- Piotr Rypson (p.o., 28 czerwca 2018 – 30 listopada 2018)
- Jerzy Miziołek (30 listopada 2018 – 2 grudnia 2019)
- Łukasz Gaweł (p.o., 2 grudnia 2019 – 14 listopada 2020)
- Łukasz Gaweł (od 15 listopada 2020 do 2 lutego 2024)[25]
- Agnieszka Lajus (p.o., od 2 lutego 2024 do 31 stycznia 2025)[1]
- Agnieszka Lajus (od 1 lutego 2025)[26]

## Oddziały

### Muzeum w Nieborowie i Arkadii

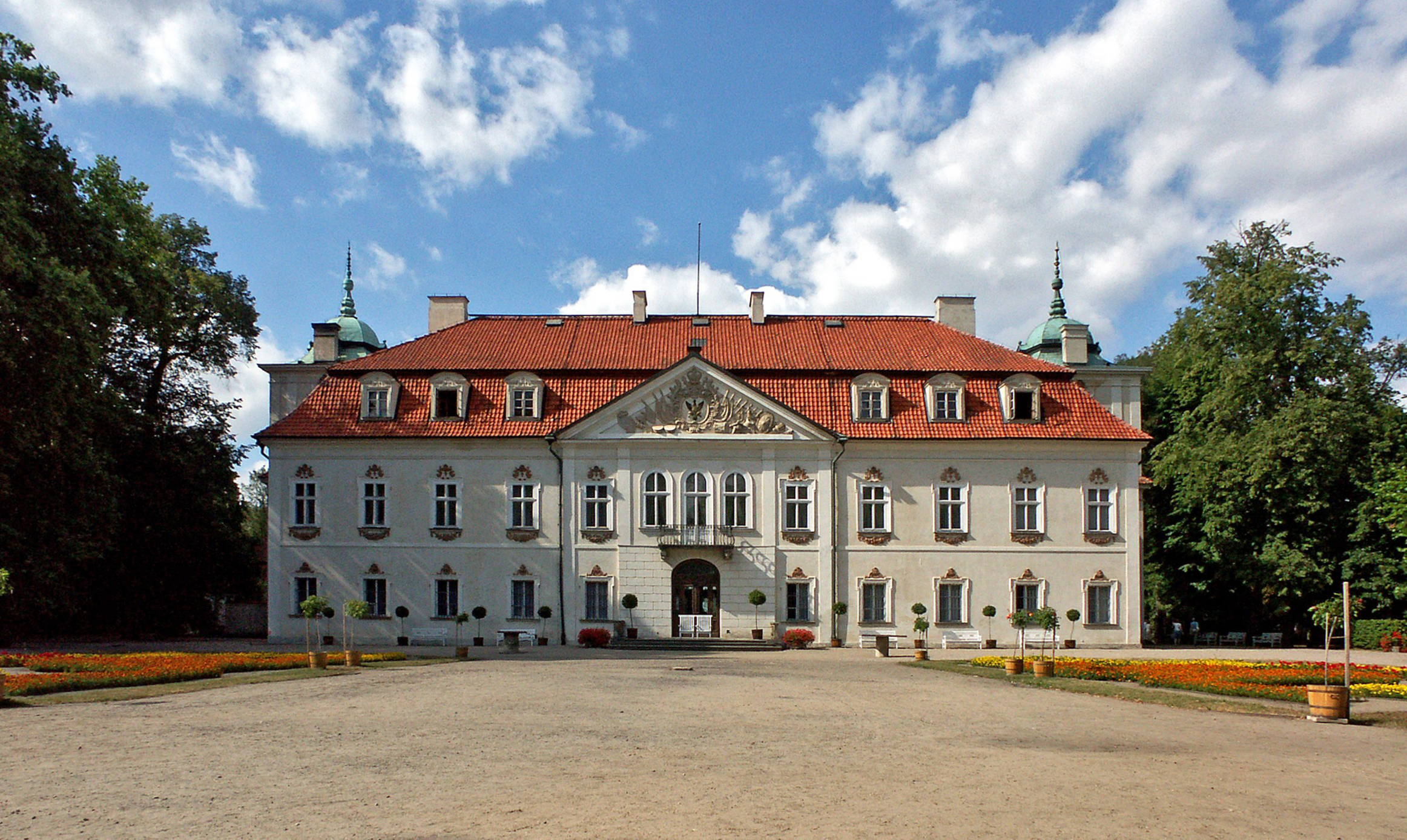
Pałac w Nieborowie, widok od strony parku

Powstało w 1945 roku, a składają się na nie pałac Radziwiłłów w Nieborowie i okalający go ogród oraz Ogród Romantyczny Heleny Radziwiłłowej w Arkadii. Jest to muzeum wnętrz rezydencji pałacowej XVII-XIX wieku, a także ogrodów utrzymanych w stylach francuskim (regularnym) oraz angielskim (sentymentalno-romantycznym).
W 1945 roku na terenie nieborowskiego pałacu oraz pobliskiego Pawilonu Myśliwskiego powstał ponadto Ośrodek Pracy Twórczej, w którym pracować mogą zarówno artyści, jak i naukowcy.

### Muzeum Plakatu w Wilanowie
Powstało w 1968 roku, a podstawę jego kolekcji stanowił zbiór plakatów przekazany przez Stanisława Lorentza, pierwszego dyrektora muzeum. Obecnie kolekcja jest jedną z największych na świecie, w tym obejmuje polskie plakaty artystyczne od roku 1892 oraz plakaty zagraniczne. Muzeum jest organizatorem odbywającego się co dwa lata Międzynarodowego Biennale Plakatu.

### Muzeum Rzeźby im. Xawerego Dunikowskiego w Królikarni
Zaczęło funkcjonować w 1965 roku, odbudowywane od 1948 roku z inicjatywy Xawerego Dunikowskiego. W muzeum oraz w parku okalającym je znajdują się zbiory rzeźb, a także organizowane są wystawy fotografii, malarstwa, mają miejsce też i inne imprezy kulturalne.

### Muzeum Wnętrz w Otwocku Wielkim

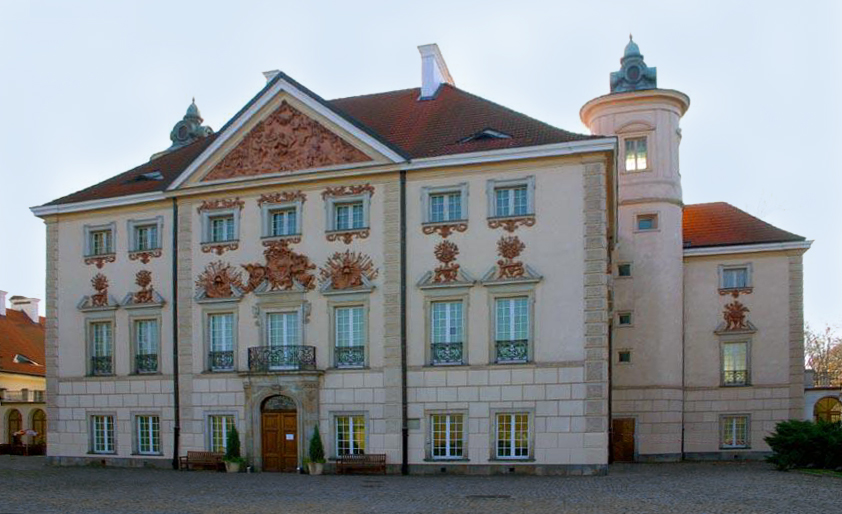
Muzeum Wnętrz w Otwocku Wielkim

Otwarte w 2004 roku. Na jego siedzibę przeznaczony został siedemnastowieczny pałac Bielińskich.

### Muzeum Policji w Pałacu Mostowskich
7 lipca 2004 roku muzeum zaczęło formalnie istnieć, prace mające dostosować je dla zwiedzających trwają jednak cały czas. Do zwiedzania udostępnione będą wnętrza i zaprezentowane w nich zbiory kolekcji związanych z historią policji znajdujące się w zabytkowych podziemiach pałacu. Od 1949 roku w Pałacu Mostowskich mieściła się siedziba Milicji Obywatelskiej, a potem, nieustannie do dziś – Komenda Stołeczna Policji.

### Oddziały MNW
- Muzeum Plakatu w Wilanowie
- Muzeum Rzeźby im X. Dunikowskiego w Królikarni
- Muzeum w Nieborowie i Arkadii
- Muzeum Wnętrz w Otwocku Wielkim
- Historia Muzeum Policji w Pałacu Mostowskich. warszawa.policja.gov.pl. [zarchiwizowane z tego adresu (2007-03-11)].